# Pohár federace 1985
Pohár federace 1985 byl 23. ročník týmové tenisové soutěže žen v Poháru federace, největší každoročně hrané kolektivní soutěže v ženském sportu. Turnaj se odehrál mezi 6. až 14. říjnem 1985 na otevřených dvorcích s tvrdým povrchem. Dějištěm se stal Green Tennis Club v japonské Nagoje.
Vítězem se stalo Československo ve složení Hana Mandlíková, Helena Suková, Andrea Holíková a Regina Maršíková pod vedením nehrajícího kapitána Jiřího Medonose. Československý tým porazil v boji o titul družstvo Spojených států amerických, které hrálo v sestavě Kathy Jordanová, Elise Burginová, Sharon Walshová-Peteová. Nehrajícím kapitánem byl Tom Gorman. Československo získalo hattrick, když soutěž vyhrálo potřetí v řadě a celkově si připsalo čtvrtou trofej.
Turnaj zahrnoval kvalifikační kolo, jehož vítězové postoupili do hlavního turnaje hraného vyřazovacím systémem. Z něho vzešel celkový vítěz Poháru federace. Poražení z prvního kola a kvalifikace odehráli turnaj útěchy

## Kvalifikační kolo
Vítězné týmy z kvalifikačního kola postoupily do hlavního turnaje. Poražená družstva pak odehrála turnaj útěchy.
| vítěz       | výsledek | poražený  |
| ----------- | -------- | --------- |
| Jižní Korea | 2–1      | Filipíny  |
| Tchaj-wan   | 2–1      | Finsko    |
| Čína        | 2–1      | Indonésie |
| Norsko      | 2–1      | Chile     |
| Irsko       | 3–0      | Thajsko   |
| Belgie      | 3–0      | Uruguay   |

### Jižní Korea vs. Filipíny
| | Jižní Korea | 2 :                                                                | 1   | Filipíny |    |  |
| --- | ----------- | ------------------------------------------------------------------ | --- | -------- | -- |  |
| Green Tennis Club, Nagoja, Japonsko říjen 1985 tvrdý (venku) |             |                                                                    |     |          |    |  |
| \| \| \| \| 1. \| 2. \| 3. \| \| \| -- \| \| ------------------------------------------------------------------ \| --- \| --- \| -- \| \| \| 1. \| \| Lee Jeong-soon Jennifer Saberonová \| 6 3 \| 6 2 \| \| \| \| 2. \| \| Seol Min-kyung Dyan Castillejová \| 4 6 \| 4 6 \| \| \| \| 3. \| \| Choi Jeong-ok / Kim Soo-ok Dyan Castillejová / Jennifer Saberonová \| 6 2 \| 6 2 \| \| \| \| \| \| \| \| \| \| \| \| \| \| \| \| \| \| \| \| \| \| \| \| \| \| \| \| \| \| \| \| \| \| \| \| \| \| \| \| \| \| \| |             |                                                                    |     |          |    |  |
| |             |                                                                    | 1.  | 2.       | 3. |  |
| 1. |             | Lee Jeong-soon Jennifer Saberonová                                 | 6 3 | 6 2      |    |  |
| 2. |             | Seol Min-kyung Dyan Castillejová                                   | 4 6 | 4 6      |    |  |
| 3. |             | Choi Jeong-ok / Kim Soo-ok Dyan Castillejová / Jennifer Saberonová | 6 2 | 6 2      |    |  |
| |             |                                                                    |     |          |    |  |
| |             |                                                                    |     |          |    |  |
| |             |                                                                    |     |          |    |  |
| |             |                                                                    |     |          |    |  |
| |             |                                                                    |     |          |    |  |

### Tchaj-wan vs. Finsko
| | Tchaj-wan | 2 :                                                             | 1   | Finsko |     |  |
| --- | --------- | --------------------------------------------------------------- | --- | ------ | --- |  |
| Green Tennis Club, Nagoja, Japonsko říjen 1985 tvrdý (venku) |           |                                                                 |     |        |     |  |
| \| \| \| \| 1. \| 2. \| 3. \| \| \| -- \| \| --------------------------------------------------------------- \| --- \| ---- \| --- \| \| \| 1. \| \| Lai Su-lin Anne Happonenová \| 2 6 \| 7 5 \| 6 3 \| \| \| 2. \| \| Ho Chiu-mei Anne Aallonenová \| 6 2 \| 2 6 \| 5 7 \| \| \| 3. \| \| Lai Su-lin / Wen Hsiu-tsuan Anne Aallonenová / Anne Happonenová \| 6 3 \| 64 7 \| 9 7 \| \| \| \| \| \| \| \| \| \| \| \| \| \| \| \| \| \| \| \| \| \| \| \| \| \| \| \| \| \| \| \| \| \| \| \| \| \| \| \| \| \| |           |                                                                 |     |        |     |  |
| |           |                                                                 | 1.  | 2.     | 3.  |  |
| 1. |           | Lai Su-lin Anne Happonenová                                     | 2 6 | 7 5    | 6 3 |  |
| 2. |           | Ho Chiu-mei Anne Aallonenová                                    | 6 2 | 2 6    | 5 7 |  |
| 3. |           | Lai Su-lin / Wen Hsiu-tsuan Anne Aallonenová / Anne Happonenová | 6 3 | 64 7   | 9 7 |  |
| |           |                                                                 |     |        |     |  |
| |           |                                                                 |     |        |     |  |
| |           |                                                                 |     |        |     |  |
| |           |                                                                 |     |        |     |  |
| |           |                                                                 |     |        |     |  |

### Čínská lidová republika vs. Indonésie
| | Čínská lidová republika | 2 :                                                               | 1   | Indonésie |     |  |
| --- | ----------------------- | ----------------------------------------------------------------- | --- | --------- | --- |  |
| Green Tennis Club, Nagoja, Japonsko říjen 1985 tvrdý (venku) |                         |                                                                   |     |           |     |  |
| \| \| \| \| 1. \| 2. \| 3. \| \| \| -- \| \| ----------------------------------------------------------------- \| --- \| --- \| --- \| \| \| 1. \| \| Zhong Ni Yayuk Basukiová \| 6 1 \| 1 6 \| 6 2 \| \| \| 2. \| \| Li Xin-Yi Suzanna Anggarkusumová \| 0 6 \| 6 4 \| 6 2 \| \| \| 3. \| \| Pu Xin-Fen / Weng Qin-Di Suzanna Anggarkusumová / Yayuk Basukiová \| 1 6 \| 5 7 \| \| \| \| \| \| \| \| \| \| \| \| \| \| \| \| \| \| \| \| \| \| \| \| \| \| \| \| \| \| \| \| \| \| \| \| \| \| \| \| \| \| \| |                         |                                                                   |     |           |     |  |
| |                         |                                                                   | 1.  | 2.        | 3.  |  |
| 1. |                         | Zhong Ni Yayuk Basukiová                                          | 6 1 | 1 6       | 6 2 |  |
| 2. |                         | Li Xin-Yi Suzanna Anggarkusumová                                  | 0 6 | 6 4       | 6 2 |  |
| 3. |                         | Pu Xin-Fen / Weng Qin-Di Suzanna Anggarkusumová / Yayuk Basukiová | 1 6 | 5 7       |     |  |
| |                         |                                                                   |     |           |     |  |
| |                         |                                                                   |     |           |     |  |
| |                         |                                                                   |     |           |     |  |
| |                         |                                                                   |     |           |     |  |
| |                         |                                                                   |     |           |     |  |

### Norsko vs. Chile
| | Norsko | 2 :                                                                                   | 1   | Chile |     |  |
| --- | ------ | ------------------------------------------------------------------------------------- | --- | ----- | --- |  |
| Green Tennis Club, Nagoja, Japonsko říjen 1985 tvrdý (venku) |        |                                                                                       |     |       |     |  |
| \| \| \| \| 1. \| 2. \| 3. \| \| \| -- \| \| ------------------------------------------------------------------------------------- \| --- \| --- \| --- \| \| \| 1. \| \| Amy Jonsson-Råholtová Natalie Rodríguezová \| 4 6 \| 6 4 \| 6 3 \| \| \| 2. \| \| Astrid Sundeová Paulina Sepúlvedová \| 6 3 \| 4 6 \| 2 6 \| \| \| 3. \| \| Amy Jonssonová-Råholtová / Astrid Sundeová Paulina Rodríguezová / Paulina Sepúlvedová \| 6 3 \| 3 6 \| 6 1 \| \| \| \| \| \| \| \| \| \| \| \| \| \| \| \| \| \| \| \| \| \| \| \| \| \| \| \| \| \| \| \| \| \| \| \| \| \| \| \| \| \| |        |                                                                                       |     |       |     |  |
| |        |                                                                                       | 1.  | 2.    | 3.  |  |
| 1. |        | Amy Jonsson-Råholtová Natalie Rodríguezová                                            | 4 6 | 6 4   | 6 3 |  |
| 2. |        | Astrid Sundeová Paulina Sepúlvedová                                                   | 6 3 | 4 6   | 2 6 |  |
| 3. |        | Amy Jonssonová-Råholtová / Astrid Sundeová Paulina Rodríguezová / Paulina Sepúlvedová | 6 3 | 3 6   | 6 1 |  |
| |        |                                                                                       |     |       |     |  |
| |        |                                                                                       |     |       |     |  |
| |        |                                                                                       |     |       |     |  |
| |        |                                                                                       |     |       |     |  |
| |        |                                                                                       |     |       |     |  |

### Irsko vs. Thajsko
| | Irsko | 3 :                                                                                | 0    | Thajsko |     |  |
| --- | ----- | ---------------------------------------------------------------------------------- | ---- | ------- | --- |  |
| Green Tennis Club, Nagoja, Japonsko říjen 1985 tvrdý (venku) |       |                                                                                    |      |         |     |  |
| \| \| \| \| 1. \| 2. \| 3. \| \| \| -- \| \| ---------------------------------------------------------------------------------- \| ---- \| --- \| --- \| \| \| 1. \| \| Jennifer Thorntonová Chalada Wattanová \| 65 7 \| 7 5 \| 7 5 \| \| \| 2. \| \| Siobhán Nicholsonová Voralak Wichienchaiová \| 6 1 \| 6 1 \| \| \| \| 3. \| \| Diane Craigová / Siobhán Nicholsonová Ponamporn Samawanthanová / Chalada Wattanová \| 6 2 \| 6 4 \| \| \| \| \| \| \| \| \| \| \| \| \| \| \| \| \| \| \| \| \| \| \| \| \| \| \| \| \| \| \| \| \| \| \| \| \| \| \| \| \| \| \| |       |                                                                                    |      |         |     |  |
| |       |                                                                                    | 1.   | 2.      | 3.  |  |
| 1. |       | Jennifer Thorntonová Chalada Wattanová                                             | 65 7 | 7 5     | 7 5 |  |
| 2. |       | Siobhán Nicholsonová Voralak Wichienchaiová                                        | 6 1  | 6 1     |     |  |
| 3. |       | Diane Craigová / Siobhán Nicholsonová Ponamporn Samawanthanová / Chalada Wattanová | 6 2  | 6 4     |     |  |
| |       |                                                                                    |      |         |     |  |
| |       |                                                                                    |      |         |     |  |
| |       |                                                                                    |      |         |     |  |
| |       |                                                                                    |      |         |     |  |
| |       |                                                                                    |      |         |     |  |

### Belgie vs. Uruguay
| | Belgie | 3 :                                                                               | 0   | Uruguay |    |  |
| --- | ------ | --------------------------------------------------------------------------------- | --- | ------- | -- |  |
| Green Tennis Club, Nagoja, Japonsko říjen 1985 tvrdý (venku) |        |                                                                                   |     |         |    |  |
| \| \| \| \| 1. \| 2. \| 3. \| \| \| -- \| \| --------------------------------------------------------------------------------- \| --- \| --- \| -- \| \| \| 1. \| \| Kathleen Schuurmansová Liliana Rodríguezová \| 6 0 \| 6 1 \| \| \| \| 2. \| \| Sandra Wassermanová Claudia van der Wecková \| 6 3 \| 6 0 \| \| \| \| 3. \| \| Ilse de Ruysscherová / Ann Devriesová Mariela Clavijová / Claudia van der Wecková \| 6 0 \| 6 2 \| \| \| \| \| \| \| \| \| \| \| \| \| \| \| \| \| \| \| \| \| \| \| \| \| \| \| \| \| \| \| \| \| \| \| \| \| \| \| \| \| \| \| |        |                                                                                   |     |         |    |  |
| |        |                                                                                   | 1.  | 2.      | 3. |  |
| 1. |        | Kathleen Schuurmansová Liliana Rodríguezová                                       | 6 0 | 6 1     |    |  |
| 2. |        | Sandra Wassermanová Claudia van der Wecková                                       | 6 3 | 6 0     |    |  |
| 3. |        | Ilse de Ruysscherová / Ann Devriesová Mariela Clavijová / Claudia van der Wecková | 6 0 | 6 2     |    |  |
| |        |                                                                                   |     |         |    |  |
| |        |                                                                                   |     |         |    |  |
| |        |                                                                                   |     |         |    |  |
| |        |                                                                                   |     |         |    |  |
| |        |                                                                                   |     |         |    |  |

## Hlavní turnaj

### Účastníci
| Účastníci      | Účastníci      | Účastníci       | Účastníci  |
| Argentina      | Austrálie      | Rakousko        | Belgie     |
| Brazílie       | Bulharsko      | Kanada          | Čína       |
| Tchaj-wan      | Československo | Dánsko          | Francie    |
| Velká Británie | Řecko          | Hongkong        | Maďarsko   |
| Irsko          | Itálie         | Japonsko        | Mexiko     |
| Nizozemsko     | Nový Zéland    | Norsko          | Peru       |
| Jižní Korea    | Sovětský svaz  | Španělsko       | Švédsko    |
| Švýcarsko      | Spojené státy  | Západní Německo | Jugoslávie |
| -------------- | -------------- | --------------- | ---------- |

### Pavouk
|  | První kolo | První kolo      | První kolo  |   |                | Druhé kolo    | Druhé kolo | Druhé kolo     |   |  | Čtvrtfinále   | Čtvrtfinále | Čtvrtfinále    |   |  | Semifinále | Semifinále | Semifinále     |   |  | Finále 14. října | Finále 14. října | Finále 14. října |
|  |            |                 |             |   |                |               |            |                |   |  |               |             |                |   |  |            |            |                |   |  |                  |                  |                  |
|  |            | Československo  | 2           |   |                |               |            |                |   |  |               |             |                |   |  |            |            |                |   |  |                  |                  |                  |
|  |            | Řecko           | 1           |   |                |               |            |                |   |  |               |             |                |   |  |            |            |                |   |  |                  |                  |                  |
|  |            | Řecko           | 1           |   | Československo | 2             |            |                |   |  |               |             |                |   |  |            |            |                |   |  |                  |                  |                  |
|  |            |                 |             |   | Československo | 2             |            |                |   |  |               |             |                |   |  |            |            |                |   |  |                  |                  |                  |
|  |            |                 | Švýcarsko   | 1 |                |               |            |                |   |  |               |             |                |   |  |            |            |                |   |  |                  |                  |                  |
|  |            | Nizozemsko      | Švýcarsko   | 1 | 1              |               |            |                |   |  |               |             |                |   |  |            |            |                |   |  |                  |                  |                  |
|  |            | Nizozemsko      |             |   | 1              |               |            |                |   |  |               |             |                |   |  |            |            |                |   |  |                  |                  |                  |
|  |            | Švýcarsko       | 2           |   |                |               |            |                |   |  |               |             |                |   |  |            |            |                |   |  |                  |                  |                  |
|  |            |                 |             |   |                |               |            | Československo | 3 |  |               |             |                |   |  |            |            |                |   |  |                  |                  |                  |
|  |            |                 |             |   |                |               |            |                | 3 |  |               |             |                |   |  |            |            |                |   |  |                  |                  |                  |
|  |            |                 | Maďarsko    | 0 |                |               |            |                |   |  |               |             |                |   |  |            |            |                |   |  |                  |                  |                  |
|  | Q          | Belgie          | Maďarsko    | 0 | 0              |               |            |                |   |  |               |             |                |   |  |            |            |                |   |  |                  |                  |                  |
|  | Q          | Belgie          |             |   | 0              |               |            |                |   |  |               |             |                |   |  |            |            |                |   |  |                  |                  |                  |
|  |            | Maďarsko        | 3           |   |                |               |            |                |   |  |               |             |                |   |  |            |            |                |   |  |                  |                  |                  |
|  |            | Maďarsko        | 3           |   | Maďarsko       | 2             |            |                |   |  |               |             |                |   |  |            |            |                |   |  |                  |                  |                  |
|  |            |                 |             |   | Maďarsko       | 2             |            |                |   |  |               |             |                |   |  |            |            |                |   |  |                  |                  |                  |
|  |            |                 | Kanada      | 1 |                |               |            |                |   |  |               |             |                |   |  |            |            |                |   |  |                  |                  |                  |
|  |            | Kanada          | Kanada      | 1 | 2              |               |            |                |   |  |               |             |                |   |  |            |            |                |   |  |                  |                  |                  |
|  |            | Kanada          |             |   | 2              |               |            |                |   |  |               |             |                |   |  |            |            |                |   |  |                  |                  |                  |
|  |            | Švédsko         | 1           |   |                |               |            |                |   |  |               |             |                |   |  |            |            |                |   |  |                  |                  |                  |
|  |            |                 |             |   |                |               |            |                |   |  |               |             | Československo | 2 |  |            |            |                |   |  |                  |                  |                  |
|  |            |                 |             |   |                |               |            |                |   |  |               |             |                |   |  |            |            |                |   |  |                  |                  |                  |
|  |            |                 | Bulharsko   | 1 |                |               |            |                |   |  |               |             |                |   |  |            |            |                |   |  |                  |                  |                  |
|  |            | Západní Německo | Bulharsko   | 1 | 0              |               |            |                |   |  |               |             |                |   |  |            |            |                |   |  |                  |                  |                  |
|  |            | Západní Německo |             |   | 0              |               |            |                |   |  |               |             |                |   |  |            |            |                |   |  |                  |                  |                  |
|  |            | Velká Británie  | 3           |   |                |               |            |                |   |  |               |             |                |   |  |            |            |                |   |  |                  |                  |                  |
|  |            | Velká Británie  | 3           |   | Velká Británie | 2             |            |                |   |  |               |             |                |   |  |            |            |                |   |  |                  |                  |                  |
|  |            |                 |             |   | Velká Británie | 2             |            |                |   |  |               |             |                |   |  |            |            |                |   |  |                  |                  |                  |
|  |            |                 | Japonsko    | 1 |                |               |            |                |   |  |               |             |                |   |  |            |            |                |   |  |                  |                  |                  |
|  |            | Rakousko        | Japonsko    | 1 | 0              |               |            |                |   |  |               |             |                |   |  |            |            |                |   |  |                  |                  |                  |
|  |            | Rakousko        |             |   | 0              |               |            |                |   |  |               |             |                |   |  |            |            |                |   |  |                  |                  |                  |
|  |            | Japonsko        | 3           |   |                |               |            |                |   |  |               |             |                |   |  |            |            |                |   |  |                  |                  |                  |
|  |            |                 |             |   |                |               |            | Velká Británie | 1 |  |               |             |                |   |  |            |            |                |   |  |                  |                  |                  |
|  |            |                 |             |   |                |               |            |                | 1 |  |               |             |                |   |  |            |            |                |   |  |                  |                  |                  |
|  |            |                 | Bulharsko   | 2 |                |               |            |                |   |  |               |             |                |   |  |            |            |                |   |  |                  |                  |                  |
|  |            | Bulharsko       | Bulharsko   | 2 | 3              |               |            |                |   |  |               |             |                |   |  |            |            |                |   |  |                  |                  |                  |
|  |            | Bulharsko       |             |   | 3              |               |            |                |   |  |               |             |                |   |  |            |            |                |   |  |                  |                  |                  |
|  |            | Sovětský svaz   | 0           |   |                |               |            |                |   |  |               |             |                |   |  |            |            |                |   |  |                  |                  |                  |
|  |            | Sovětský svaz   | 0           |   | Bulharsko      | 3             |            |                |   |  |               |             |                |   |  |            |            |                |   |  |                  |                  |                  |
|  |            |                 |             |   | Bulharsko      | 3             |            |                |   |  |               |             |                |   |  |            |            |                |   |  |                  |                  |                  |
|  |            |                 | Jugoslávie  | 0 |                |               |            |                |   |  |               |             |                |   |  |            |            |                |   |  |                  |                  |                  |
|  | Q          | Irsko           | Jugoslávie  | 0 | 0              |               |            |                |   |  |               |             |                |   |  |            |            |                |   |  |                  |                  |                  |
|  | Q          | Irsko           |             |   | 0              |               |            |                |   |  |               |             |                |   |  |            |            |                |   |  |                  |                  |                  |
|  |            | Jugoslávie      | 3           |   |                |               |            |                |   |  |               |             |                |   |  |            |            |                |   |  |                  |                  |                  |
|  |            |                 |             |   |                |               |            |                |   |  |               |             |                |   |  |            |            | Československo | 2 |  |                  |                  |                  |
|  |            |                 |             |   |                |               |            |                |   |  |               |             |                |   |  |            |            | Československo | 2 |  |                  |                  |                  |
|  |            |                 |             |   |                |               |            |                |   |  |               |             |                |   |  |            |            |                |   |  |                  | Spojené státy    | 1                |
|  |            | Spojené státy   | 3           |   |                |               |            |                |   |  |               |             |                |   |  |            |            |                |   |  |                  | Spojené státy    | 1                |
|  |            | Spojené státy   | 3           |   |                |               |            |                |   |  |               |             |                |   |  |            |            |                |   |  |                  |                  |                  |
|  | Q          | Jižní Korea     | 0           |   |                |               |            |                |   |  |               |             |                |   |  |            |            |                |   |  |                  |                  |                  |
|  | Q          | Jižní Korea     | 0           |   |                | Spojené státy | 3          |                |   |  |               |             |                |   |  |            |            |                |   |  |                  |                  |                  |
|  |            |                 |             |   |                | Spojené státy | 3          |                |   |  |               |             |                |   |  |            |            |                |   |  |                  |                  |                  |
|  |            | Q               | Čína        | 0 |                |               |            |                |   |  |               |             |                |   |  |            |            |                |   |  |                  |                  |                  |
|  |            | Q               | Čína        | 0 | Brazílie       | 1             |            |                |   |  |               |             |                |   |  |            |            |                |   |  |                  |                  |                  |
|  |            |                 |             |   | Brazílie       | 1             |            |                |   |  |               |             |                |   |  |            |            |                |   |  |                  |                  |                  |
|  | Q          | Čína            | 2           |   |                |               |            |                |   |  |               |             |                |   |  |            |            |                |   |  |                  |                  |                  |
|  | Q          | Čína            | 2           |   |                |               |            |                |   |  | Spojené státy | 2           |                |   |  |            |            |                |   |  |                  |                  |                  |
|  |            |                 |             |   |                |               |            |                |   |  | Spojené státy | 2           |                |   |  |            |            |                |   |  |                  |                  |                  |
|  |            |                 | Argentina   | 1 |                |               |            |                |   |  |               |             |                |   |  |            |            |                |   |  |                  |                  |                  |
|  |            | Argentina       | Argentina   | 1 | 3              |               |            |                |   |  |               |             |                |   |  |            |            |                |   |  |                  |                  |                  |
|  |            | Argentina       |             |   | 3              |               |            |                |   |  |               |             |                |   |  |            |            |                |   |  |                  |                  |                  |
|  |            | Peru            | 0           |   |                |               |            |                |   |  |               |             |                |   |  |            |            |                |   |  |                  |                  |                  |
|  |            | Peru            | 0           |   | Argentina      | 2             |            |                |   |  |               |             |                |   |  |            |            |                |   |  |                  |                  |                  |
|  |            |                 |             |   | Argentina      | 2             |            |                |   |  |               |             |                |   |  |            |            |                |   |  |                  |                  |                  |
|  |            |                 | Nový Zéland | 1 |                |               |            |                |   |  |               |             |                |   |  |            |            |                |   |  |                  |                  |                  |
|  |            | Nový Zéland     | Nový Zéland | 1 | 2              |               |            |                |   |  |               |             |                |   |  |            |            |                |   |  |                  |                  |                  |
|  |            | Nový Zéland     |             |   | 2              |               |            |                |   |  |               |             |                |   |  |            |            |                |   |  |                  |                  |                  |
|  |            | Francie         | 1           |   |                |               |            |                |   |  |               |             |                |   |  |            |            |                |   |  |                  |                  |                  |
|  |            |                 |             |   |                |               |            |                |   |  |               |             | Spojené státy  | 2 |  |            |            |                |   |  |                  |                  |                  |
|  |            |                 |             |   |                |               |            |                |   |  |               |             |                |   |  |            |            |                |   |  |                  |                  |                  |
|  |            |                 | Austrálie   | 1 |                |               |            |                |   |  |               |             |                |   |  |            |            |                |   |  |                  |                  |                  |
|  |            | Itálie          | Austrálie   | 1 | 3              |               |            |                |   |  |               |             |                |   |  |            |            |                |   |  |                  |                  |                  |
|  |            | Itálie          |             |   | 3              |               |            |                |   |  |               |             |                |   |  |            |            |                |   |  |                  |                  |                  |
|  | Q          | Tchaj-wan       | 0           |   |                |               |            |                |   |  |               |             |                |   |  |            |            |                |   |  |                  |                  |                  |
|  | Q          | Tchaj-wan       | 0           |   |                | Itálie        | 3          |                |   |  |               |             |                |   |  |            |            |                |   |  |                  |                  |                  |
|  |            |                 |             |   |                | Itálie        | 3          |                |   |  |               |             |                |   |  |            |            |                |   |  |                  |                  |                  |
|  |            |                 | Mexiko      | 0 |                |               |            |                |   |  |               |             |                |   |  |            |            |                |   |  |                  |                  |                  |
|  |            | Mexiko          | Mexiko      | 0 | 3              |               |            |                |   |  |               |             |                |   |  |            |            |                |   |  |                  |                  |                  |
|  |            | Mexiko          |             |   | 3              |               |            |                |   |  |               |             |                |   |  |            |            |                |   |  |                  |                  |                  |
|  | Q          | Norsko          | 0           |   |                |               |            |                |   |  |               |             |                |   |  |            |            |                |   |  |                  |                  |                  |
|  | Q          | Norsko          | 0           |   |                |               |            |                |   |  | Itálie        | 0           |                |   |  |            |            |                |   |  |                  |                  |                  |
|  |            |                 |             |   |                |               |            |                |   |  | Itálie        | 0           |                |   |  |            |            |                |   |  |                  |                  |                  |
|  |            |                 | Austrálie   | 3 |                |               |            |                |   |  |               |             |                |   |  |            |            |                |   |  |                  |                  |                  |
|  |            | Španělsko       | Austrálie   | 3 | 2              |               |            |                |   |  |               |             |                |   |  |            |            |                |   |  |                  |                  |                  |
|  |            | Španělsko       |             |   | 2              |               |            |                |   |  |               |             |                |   |  |            |            |                |   |  |                  |                  |                  |
|  |            | Hongkong        | 1           |   |                |               |            |                |   |  |               |             |                |   |  |            |            |                |   |  |                  |                  |                  |
|  |            | Hongkong        | 1           |   | Španělsko      | 0             |            |                |   |  |               |             |                |   |  |            |            |                |   |  |                  |                  |                  |
|  |            |                 |             |   | Španělsko      | 0             |            |                |   |  |               |             |                |   |  |            |            |                |   |  |                  |                  |                  |
|  |            |                 | Austrálie   | 3 |                |               |            |                |   |  |               |             |                |   |  |            |            |                |   |  |                  |                  |                  |
|  |            | Dánsko          | Austrálie   | 3 | 0              |               |            |                |   |  |               |             |                |   |  |            |            |                |   |  |                  |                  |                  |
|  |            | Dánsko          |             |   | 0              |               |            |                |   |  |               |             |                |   |  |            |            |                |   |  |                  |                  |                  |
|  |            | Austrálie       | 3           |   |                |               |            |                |   |  |               |             |                |   |  |            |            |                |   |  |                  |                  |                  |

Poražení z prvního kola odehráli turnaj útěchy.

### První kolo

#### Československo vs. Řecko
| | Československo | 2 :                                                                                 | 1   | Řecko |    |  |
| --- | -------------- | ----------------------------------------------------------------------------------- | --- | ----- | -- |  |
| Green Tennis Club, Nagoja, Japonsko říjen 1985 tvrdý (venku) |                |                                                                                     |     |       |    |  |
| \| \| \| \| 1. \| 2. \| 3. \| \| \| -- \| \| ----------------------------------------------------------------------------------- \| --- \| --- \| -- \| \| \| 1. \| \| Helena Suková Olga Tsarbopoulouová \| 6 1 \| 6 4 \| \| \| \| 2. \| \| Hana Mandlíková Angelika Kanellopoulouová \| 6 2 \| 6 0 \| \| \| \| 3. \| \| Andrea Holíková / Regina Maršíková Angelika Kanellopoulouová / Olga Tsarbopoulouová \| 3 6 \| 2 6 \| \| \| \| \| \| \| \| \| \| \| \| \| \| \| \| \| \| \| \| \| \| \| \| \| \| \| \| \| \| \| \| \| \| \| \| \| \| \| \| \| \| \| |                |                                                                                     |     |       |    |  |
| |                |                                                                                     | 1.  | 2.    | 3. |  |
| 1. |                | Helena Suková Olga Tsarbopoulouová                                                  | 6 1 | 6 4   |    |  |
| 2. |                | Hana Mandlíková Angelika Kanellopoulouová                                           | 6 2 | 6 0   |    |  |
| 3. |                | Andrea Holíková / Regina Maršíková Angelika Kanellopoulouová / Olga Tsarbopoulouová | 3 6 | 2 6   |    |  |
| |                |                                                                                     |     |       |    |  |
| |                |                                                                                     |     |       |    |  |
| |                |                                                                                     |     |       |    |  |
| |                |                                                                                     |     |       |    |  |
| |                |                                                                                     |     |       |    |  |

#### Nizozemsko vs. Švýcarsko
| | Nizozemsko | 1 :                                                                                   | 2   | Švýcarsko |     |  |
| --- | ---------- | ------------------------------------------------------------------------------------- | --- | --------- | --- |  |
| Green Tennis Club, Nagoja, Japonsko říjen 1985 tvrdý (venku) |            |                                                                                       |     |           |     |  |
| \| \| \| \| 1. \| 2. \| 3. \| \| \| -- \| \| ------------------------------------------------------------------------------------- \| --- \| ---- \| --- \| \| \| 1. \| \| Nanette Schutteová Lilian Kelaidisová \| 2 6 \| 64 7 \| \| \| \| 2. \| \| Marcella Meskerová Christiane Jolissaintová \| 6 3 \| 4 6 \| 6 4 \| \| \| 3. \| \| Marcella Meskerová / Nanette Schutteová Lilian Kelaidisová / Christiane Jolissaintová \| 3 6 \| 2 6 \| \| \| \| \| \| \| \| \| \| \| \| \| \| \| \| \| \| \| \| \| \| \| \| \| \| \| \| \| \| \| \| \| \| \| \| \| \| \| \| \| \| \| |            |                                                                                       |     |           |     |  |
| |            |                                                                                       | 1.  | 2.        | 3.  |  |
| 1. |            | Nanette Schutteová Lilian Kelaidisová                                                 | 2 6 | 64 7      |     |  |
| 2. |            | Marcella Meskerová Christiane Jolissaintová                                           | 6 3 | 4 6       | 6 4 |  |
| 3. |            | Marcella Meskerová / Nanette Schutteová Lilian Kelaidisová / Christiane Jolissaintová | 3 6 | 2 6       |     |  |
| |            |                                                                                       |     |           |     |  |
| |            |                                                                                       |     |           |     |  |
| |            |                                                                                       |     |           |     |  |
| |            |                                                                                       |     |           |     |  |
| |            |                                                                                       |     |           |     |  |

#### Belgie vs. Maďarsko
| | Belgie | 0 :                                                                                   | 3   | Maďarsko |    |  |
| --- | ------ | ------------------------------------------------------------------------------------- | --- | -------- | -- |  |
| Green Tennis Club, Nagoja, Japonsko říjen 1985 tvrdý (venku) |        |                                                                                       |     |          |    |  |
| \| \| \| \| 1. \| 2. \| 3. \| \| \| -- \| \| ------------------------------------------------------------------------------------- \| --- \| ---- \| -- \| \| \| 1. \| \| Sandra Wassermanová Csilla Cserépyová \| 3 6 \| 67 9 \| \| \| \| 2. \| \| Ilse de Ruysscherová Andrea Temesváriová \| 5 7 \| 3 6 \| \| \| \| 3. \| \| Ilse de Ruysscherová / Kathleen Schuurmansová Csilla Cserépyová / Andrea Temesváriová \| 2 6 \| 2 6 \| \| \| \| \| \| \| \| \| \| \| \| \| \| \| \| \| \| \| \| \| \| \| \| \| \| \| \| \| \| \| \| \| \| \| \| \| \| \| \| \| \| \| |        |                                                                                       |     |          |    |  |
| |        |                                                                                       | 1.  | 2.       | 3. |  |
| 1. |        | Sandra Wassermanová Csilla Cserépyová                                                 | 3 6 | 67 9     |    |  |
| 2. |        | Ilse de Ruysscherová Andrea Temesváriová                                              | 5 7 | 3 6      |    |  |
| 3. |        | Ilse de Ruysscherová / Kathleen Schuurmansová Csilla Cserépyová / Andrea Temesváriová | 2 6 | 2 6      |    |  |
| |        |                                                                                       |     |          |    |  |
| |        |                                                                                       |     |          |    |  |
| |        |                                                                                       |     |          |    |  |
| |        |                                                                                       |     |          |    |  |
| |        |                                                                                       |     |          |    |  |

#### Kanada vs. Švédsko
| | Kanada | 2 :                                                                                 | 1   | Švédsko |     |  |
| --- | ------ | ----------------------------------------------------------------------------------- | --- | ------- | --- |  |
| Green Tennis Club, Nagoja, Japonsko říjen 1985 tvrdý (venku) |        |                                                                                     |     |         |     |  |
| \| \| \| \| 1. \| 2. \| 3. \| \| \| -- \| \| ----------------------------------------------------------------------------------- \| --- \| --- \| --- \| \| \| 1. \| \| Jane Youngová Carina Karlssonová \| 7 5 \| 6 1 \| \| \| \| 2. \| \| Carling Bassettová Catarina Lindqvistová \| 6 4 \| 6 3 \| \| \| \| 3. \| \| Carling Bassettová / Hélène Pelletierová Catarina Lindqvistová / Maria Lindströmová \| 6 4 \| 3 6 \| 4 6 \| \| \| \| \| \| \| \| \| \| \| \| \| \| \| \| \| \| \| \| \| \| \| \| \| \| \| \| \| \| \| \| \| \| \| \| \| \| \| \| \| \| |        |                                                                                     |     |         |     |  |
| |        |                                                                                     | 1.  | 2.      | 3.  |  |
| 1. |        | Jane Youngová Carina Karlssonová                                                    | 7 5 | 6 1     |     |  |
| 2. |        | Carling Bassettová Catarina Lindqvistová                                            | 6 4 | 6 3     |     |  |
| 3. |        | Carling Bassettová / Hélène Pelletierová Catarina Lindqvistová / Maria Lindströmová | 6 4 | 3 6     | 4 6 |  |
| |        |                                                                                     |     |         |     |  |
| |        |                                                                                     |     |         |     |  |
| |        |                                                                                     |     |         |     |  |
| |        |                                                                                     |     |         |     |  |
| |        |                                                                                     |     |         |     |  |

#### Západní Německo vs. Velká Británie
| | Západní Německo | 0 :                                                               | 3   | Velká Británie |     |  |
| --- | --------------- | ----------------------------------------------------------------- | --- | -------------- | --- |  |
| Green Tennis Club, Nagoja, Japonsko říjen 1985 tvrdý (venku) |                 |                                                                   |     |                |     |  |
| \| \| \| \| 1. \| 2. \| 3. \| \| \| -- \| \| ----------------------------------------------------------------- \| --- \| --- \| --- \| \| \| 1. \| \| Petra Keppelerová Jo Durieová \| 4 6 \| 0 6 \| \| \| \| 2. \| \| Myriam Schroppová Annabel Croftová \| 3 6 \| 1 6 \| \| \| \| 3. \| \| Andrea Betznerová / Petra Keppelerová Jo Durieová / Anne Hobbsová \| 4 6 \| 6 3 \| 1 6 \| \| \| \| \| \| \| \| \| \| \| \| \| \| \| \| \| \| \| \| \| \| \| \| \| \| \| \| \| \| \| \| \| \| \| \| \| \| \| \| \| \| |                 |                                                                   |     |                |     |  |
| |                 |                                                                   | 1.  | 2.             | 3.  |  |
| 1. |                 | Petra Keppelerová Jo Durieová                                     | 4 6 | 0 6            |     |  |
| 2. |                 | Myriam Schroppová Annabel Croftová                                | 3 6 | 1 6            |     |  |
| 3. |                 | Andrea Betznerová / Petra Keppelerová Jo Durieová / Anne Hobbsová | 4 6 | 6 3            | 1 6 |  |
| |                 |                                                                   |     |                |     |  |
| |                 |                                                                   |     |                |     |  |
| |                 |                                                                   |     |                |     |  |
| |                 |                                                                   |     |                |     |  |
| |                 |                                                                   |     |                |     |  |

#### Rakousko vs. Japonsko
| | Rakousko | 0 :                                                                  | 3   | Japonsko |     |  |
| --- | -------- | -------------------------------------------------------------------- | --- | -------- | --- |  |
| Green Tennis Club, Nagoja, Japonsko říjen 1985 tvrdý (venku) |          |                                                                      |     |          |     |  |
| \| \| \| \| 1. \| 2. \| 3. \| \| \| -- \| \| -------------------------------------------------------------------- \| --- \| ---- \| --- \| \| \| 1. \| \| Barbara Polletová Masako Janagiová \| 4 6 \| 3 6 \| \| \| \| 2. \| \| Petra Huberová Ecuko Inoueová \| 5 7 \| 7 63 \| 2 6 \| \| \| 3. \| \| Petra Huberová / Barbara Polletová Ecuko Inoueová / Masako Janagiová \| 5 7 \| 2 6 \| \| \| \| \| \| \| \| \| \| \| \| \| \| \| \| \| \| \| \| \| \| \| \| \| \| \| \| \| \| \| \| \| \| \| \| \| \| \| \| \| \| \| |          |                                                                      |     |          |     |  |
| |          |                                                                      | 1.  | 2.       | 3.  |  |
| 1. |          | Barbara Polletová Masako Janagiová                                   | 4 6 | 3 6      |     |  |
| 2. |          | Petra Huberová Ecuko Inoueová                                        | 5 7 | 7 63     | 2 6 |  |
| 3. |          | Petra Huberová / Barbara Polletová Ecuko Inoueová / Masako Janagiová | 5 7 | 2 6      |     |  |
| |          |                                                                      |     |          |     |  |
| |          |                                                                      |     |          |     |  |
| |          |                                                                      |     |          |     |  |
| |          |                                                                      |     |          |     |  |
| |          |                                                                      |     |          |     |  |

#### Bulharsko vs. Sovětský svaz
| | Bulharsko | 3 :                                                                              | 0    | Sovětský svaz |     |  |
| --- | --------- | -------------------------------------------------------------------------------- | ---- | ------------- | --- |  |
| Green Tennis Club, Nagoja, Japonsko říjen 1985 tvrdý (venku) |           |                                                                                  |      |               |     |  |
| \| \| \| \| 1. \| 2. \| 3. \| \| \| -- \| \| -------------------------------------------------------------------------------- \| ---- \| --- \| --- \| \| \| 1. \| \| Katerina Malejevová Jelena Jelisejenková \| 6 4 \| 6 2 \| \| \| \| 2. \| \| Manuela Malejevová Larisa Savčenková \| 63 7 \| 6 4 \| 6 1 \| \| \| 3. \| \| Katerina Malejevová / Manuela Malejevová Natalia Jegorovová / Světlana Černěvová \| 6 3 \| 7 5 \| \| \| \| \| \| \| \| \| \| \| \| \| \| \| \| \| \| \| \| \| \| \| \| \| \| \| \| \| \| \| \| \| \| \| \| \| \| \| \| \| \| \| |           |                                                                                  |      |               |     |  |
| |           |                                                                                  | 1.   | 2.            | 3.  |  |
| 1. |           | Katerina Malejevová Jelena Jelisejenková                                         | 6 4  | 6 2           |     |  |
| 2. |           | Manuela Malejevová Larisa Savčenková                                             | 63 7 | 6 4           | 6 1 |  |
| 3. |           | Katerina Malejevová / Manuela Malejevová Natalia Jegorovová / Světlana Černěvová | 6 3  | 7 5           |     |  |
| |           |                                                                                  |      |               |     |  |
| |           |                                                                                  |      |               |     |  |
| |           |                                                                                  |      |               |     |  |
| |           |                                                                                  |      |               |     |  |
| |           |                                                                                  |      |               |     |  |

#### Irsko vs. Jugoslávie
| | Irsko | 0 :                                                                      | 3   | Jugoslávie |     |  |
| --- | ----- | ------------------------------------------------------------------------ | --- | ---------- | --- |  |
| Green Tennis Club, Nagoja, Japonsko říjen 1985 tvrdý (venku) |       |                                                                          |     |            |     |  |
| \| \| \| \| 1. \| 2. \| 3. \| \| \| -- \| \| ------------------------------------------------------------------------ \| --- \| --- \| --- \| \| \| 1. \| \| Jennifer Thorntonová Mima Jaušovecová \| 3 6 \| 0 6 \| \| \| \| 2. \| \| Siobhán Nicholsonová Sabrina Golešová \| 6 4 \| 4 6 \| 3 6 \| \| \| 3. \| \| Diane Craigová / Jennifer Thorntonová Sabrina Golešová / Aila Winklerová \| 2 6 \| 2 6 \| \| \| \| \| \| \| \| \| \| \| \| \| \| \| \| \| \| \| \| \| \| \| \| \| \| \| \| \| \| \| \| \| \| \| \| \| \| \| \| \| \| \| |       |                                                                          |     |            |     |  |
| |       |                                                                          | 1.  | 2.         | 3.  |  |
| 1. |       | Jennifer Thorntonová Mima Jaušovecová                                    | 3 6 | 0 6        |     |  |
| 2. |       | Siobhán Nicholsonová Sabrina Golešová                                    | 6 4 | 4 6        | 3 6 |  |
| 3. |       | Diane Craigová / Jennifer Thorntonová Sabrina Golešová / Aila Winklerová | 2 6 | 2 6        |     |  |
| |       |                                                                          |     |            |     |  |
| |       |                                                                          |     |            |     |  |
| |       |                                                                          |     |            |     |  |
| |       |                                                                          |     |            |     |  |
| |       |                                                                          |     |            |     |  |

#### Spojené státy americké vs. Jižní Korea
| | Spojené státy americké | 3 :                                                              | 0   | Jižní Korea |    |  |
| --- | ---------------------- | ---------------------------------------------------------------- | --- | ----------- | -- |  |
| Green Tennis Club, Nagoja, Japonsko říjen 1985 tvrdý (venku) |                        |                                                                  |     |             |    |  |
| \| \| \| \| 1. \| 2. \| 3. \| \| \| -- \| \| ---------------------------------------------------------------- \| --- \| --- \| -- \| \| \| 1. \| \| Kathy Jordanová Seol Min-kyung \| 6 3 \| 6 4 \| \| \| \| 2. \| \| Zina Garrisonová Seol Min-kyung \| 6 0 \| 6 0 \| \| \| \| 3. \| \| Kathy Jordanová / Sharon Walshová Choi Jeong-ok / Lee Jeong-soon \| 6 0 \| 6 0 \| \| \| \| \| \| \| \| \| \| \| \| \| \| \| \| \| \| \| \| \| \| \| \| \| \| \| \| \| \| \| \| \| \| \| \| \| \| \| \| \| \| \| |                        |                                                                  |     |             |    |  |
| |                        |                                                                  | 1.  | 2.          | 3. |  |
| 1. |                        | Kathy Jordanová Seol Min-kyung                                   | 6 3 | 6 4         |    |  |
| 2. |                        | Zina Garrisonová Seol Min-kyung                                  | 6 0 | 6 0         |    |  |
| 3. |                        | Kathy Jordanová / Sharon Walshová Choi Jeong-ok / Lee Jeong-soon | 6 0 | 6 0         |    |  |
| |                        |                                                                  |     |             |    |  |
| |                        |                                                                  |     |             |    |  |
| |                        |                                                                  |     |             |    |  |
| |                        |                                                                  |     |             |    |  |
| |                        |                                                                  |     |             |    |  |

#### Brazílie vs. Čínská lidová republika
| | Brazílie | 1 :                                                               | 2   | Čínská lidová republika |    |  |
| --- | -------- | ----------------------------------------------------------------- | --- | ----------------------- | -- |  |
| Green Tennis Club, Nagoja, Japonsko říjen 1985 tvrdý (venku) |          |                                                                   |     |                         |    |  |
| \| \| \| \| 1. \| 2. \| 3. \| \| \| -- \| \| ----------------------------------------------------------------- \| --- \| ---- \| -- \| \| \| 1. \| \| Cláudia Monteirová Zhong Ni \| 3 6 \| 4 6 \| \| \| \| 2. \| \| Neige Diasová Li Xin-Yi \| 4 6 \| 63 7 \| \| \| \| 3. \| \| Cláudia Faillaceová / Cláudia Monteirová Pu Xin-Fen / Weng Qin-Di \| 6 4 \| 6 2 \| \| \| \| \| \| \| \| \| \| \| \| \| \| \| \| \| \| \| \| \| \| \| \| \| \| \| \| \| \| \| \| \| \| \| \| \| \| \| \| \| \| \| |          |                                                                   |     |                         |    |  |
| |          |                                                                   | 1.  | 2.                      | 3. |  |
| 1. |          | Cláudia Monteirová Zhong Ni                                       | 3 6 | 4 6                     |    |  |
| 2. |          | Neige Diasová Li Xin-Yi                                           | 4 6 | 63 7                    |    |  |
| 3. |          | Cláudia Faillaceová / Cláudia Monteirová Pu Xin-Fen / Weng Qin-Di | 6 4 | 6 2                     |    |  |
| |          |                                                                   |     |                         |    |  |
| |          |                                                                   |     |                         |    |  |
| |          |                                                                   |     |                         |    |  |
| |          |                                                                   |     |                         |    |  |
| |          |                                                                   |     |                         |    |  |

#### Argentina vs. Peru
| | Argentina | 3 :                                                                             | 0     | Peru |     |  |
| --- | --------- | ------------------------------------------------------------------------------- | ----- | ---- | --- |  |
| Green Tennis Club, Nagoja, Japonsko říjen 1985 tvrdý (venku) |           |                                                                                 |       |      |     |  |
| \| \| \| \| 1. \| 2. \| 3. \| \| \| -- \| \| ------------------------------------------------------------------------------- \| ----- \| ---- \| --- \| \| \| 1. \| \| Adriana Villagránová Reamiová Pilar Vásquezová \| 78 66 \| 6 78 \| 8 6 \| \| \| 2. \| \| Gabriela Sabatiniová Laura Gildemeisterová \| 6 3 \| 6 3 \| \| \| \| 3. \| \| Mercedes Pazová / Gabriela Sabatiniová Laura Gildemeisterová / Pilar Vásquezová \| 6 0 \| 7 63 \| \| \| \| \| \| \| \| \| \| \| \| \| \| \| \| \| \| \| \| \| \| \| \| \| \| \| \| \| \| \| \| \| \| \| \| \| \| \| \| \| \| \| |           |                                                                                 |       |      |     |  |
| |           |                                                                                 | 1.    | 2.   | 3.  |  |
| 1. |           | Adriana Villagránová Reamiová Pilar Vásquezová                                  | 78 66 | 6 78 | 8 6 |  |
| 2. |           | Gabriela Sabatiniová Laura Gildemeisterová                                      | 6 3   | 6 3  |     |  |
| 3. |           | Mercedes Pazová / Gabriela Sabatiniová Laura Gildemeisterová / Pilar Vásquezová | 6 0   | 7 63 |     |  |
| |           |                                                                                 |       |      |     |  |
| |           |                                                                                 |       |      |     |  |
| |           |                                                                                 |       |      |     |  |
| |           |                                                                                 |       |      |     |  |
| |           |                                                                                 |       |      |     |  |

#### Nový Zéland vs. Francie
| | Nový Zéland | 2 :                                                                                   | 1   | Francie |     |  |
| --- | ----------- | ------------------------------------------------------------------------------------- | --- | ------- | --- |  |
| Green Tennis Club, Nagoja, Japonsko říjen 1985 tvrdý (venku) |             |                                                                                       |     |         |     |  |
| \| \| \| \| 1. \| 2. \| 3. \| \| \| -- \| \| ------------------------------------------------------------------------------------- \| --- \| --- \| --- \| \| \| 1. \| \| Julie Richardsonová Nathalie Tauziatová \| 6 3 \| 3 6 \| 2 6 \| \| \| 2. \| \| Belinda Cordwellová Pascale Paradisová \| 6 3 \| 6 2 \| \| \| \| 3. \| \| Belinda Cordwellová / Julie Richardsonová Isabelle Demongeotová / Nathalie Tauziatová \| 6 0 \| 7 5 \| \| \| \| \| \| \| \| \| \| \| \| \| \| \| \| \| \| \| \| \| \| \| \| \| \| \| \| \| \| \| \| \| \| \| \| \| \| \| \| \| \| \| |             |                                                                                       |     |         |     |  |
| |             |                                                                                       | 1.  | 2.      | 3.  |  |
| 1. |             | Julie Richardsonová Nathalie Tauziatová                                               | 6 3 | 3 6     | 2 6 |  |
| 2. |             | Belinda Cordwellová Pascale Paradisová                                                | 6 3 | 6 2     |     |  |
| 3. |             | Belinda Cordwellová / Julie Richardsonová Isabelle Demongeotová / Nathalie Tauziatová | 6 0 | 7 5     |     |  |
| |             |                                                                                       |     |         |     |  |
| |             |                                                                                       |     |         |     |  |
| |             |                                                                                       |     |         |     |  |
| |             |                                                                                       |     |         |     |  |
| |             |                                                                                       |     |         |     |  |

#### Itálie vs. Tchaj-wan
| | Itálie | 3 :                                                                 | 0   | Tchaj-wan |    |  |
| --- | ------ | ------------------------------------------------------------------- | --- | --------- | -- |  |
| Green Tennis Club, Nagoja, Japonsko říjen 1985 tvrdý (venku) |        |                                                                     |     |           |    |  |
| \| \| \| \| 1. \| 2. \| 3. \| \| \| -- \| \| ------------------------------------------------------------------- \| --- \| --- \| -- \| \| \| 1. \| \| Sandra Cecchiniová Lai Su-lin \| 6 1 \| 6 0 \| \| \| \| 2. \| \| Raffaella Reggiová Ho Chiu-mei \| 6 1 \| 6 1 \| \| \| \| 3. \| \| Sandra Cecchiniová / Raffaella Reggiová Lai Su-lin / Wen Hsiu-tsuan \| 6 1 \| 6 0 \| \| \| \| \| \| \| \| \| \| \| \| \| \| \| \| \| \| \| \| \| \| \| \| \| \| \| \| \| \| \| \| \| \| \| \| \| \| \| \| \| \| \| |        |                                                                     |     |           |    |  |
| |        |                                                                     | 1.  | 2.        | 3. |  |
| 1. |        | Sandra Cecchiniová Lai Su-lin                                       | 6 1 | 6 0       |    |  |
| 2. |        | Raffaella Reggiová Ho Chiu-mei                                      | 6 1 | 6 1       |    |  |
| 3. |        | Sandra Cecchiniová / Raffaella Reggiová Lai Su-lin / Wen Hsiu-tsuan | 6 1 | 6 0       |    |  |
| |        |                                                                     |     |           |    |  |
| |        |                                                                     |     |           |    |  |
| |        |                                                                     |     |           |    |  |
| |        |                                                                     |     |           |    |  |
| |        |                                                                     |     |           |    |  |

#### Mexiko vs. Norsko
| | Mexiko | 3 :                                                                               | 0    | Norsko |    |  |
| --- | ------ | --------------------------------------------------------------------------------- | ---- | ------ | -- |  |
| Green Tennis Club, Nagoja, Japonsko říjen 1985 tvrdý (venku) |        |                                                                                   |      |        |    |  |
| \| \| \| \| 1. \| 2. \| 3. \| \| \| -- \| \| --------------------------------------------------------------------------------- \| ---- \| --- \| -- \| \| \| 1. \| \| Claudia Hernándezová Salasová Amy Jonssonová-Råholtová \| 7 62 \| 6 1 \| \| \| \| 2. \| \| Heliane Stedenová Astrid Sundeová \| 6 3 \| 6 4 \| \| \| \| 3. \| \| Maluca Llamasová / Heliane Stedenová Kjersti Jensenová / Amy Jonssonová-Råholtová \| 7 5 \| 6 3 \| \| \| \| \| \| \| \| \| \| \| \| \| \| \| \| \| \| \| \| \| \| \| \| \| \| \| \| \| \| \| \| \| \| \| \| \| \| \| \| \| \| \| |        |                                                                                   |      |        |    |  |
| |        |                                                                                   | 1.   | 2.     | 3. |  |
| 1. |        | Claudia Hernándezová Salasová Amy Jonssonová-Råholtová                            | 7 62 | 6 1    |    |  |
| 2. |        | Heliane Stedenová Astrid Sundeová                                                 | 6 3  | 6 4    |    |  |
| 3. |        | Maluca Llamasová / Heliane Stedenová Kjersti Jensenová / Amy Jonssonová-Råholtová | 7 5  | 6 3    |    |  |
| |        |                                                                                   |      |        |    |  |
| |        |                                                                                   |      |        |    |  |
| |        |                                                                                   |      |        |    |  |
| |        |                                                                                   |      |        |    |  |
| |        |                                                                                   |      |        |    |  |

#### Španělsko vs. Hongkong
| | Španělsko | 2 :                                                                     | 1   | Hongkong |     |  |
| --- | --------- | ----------------------------------------------------------------------- | --- | -------- | --- |  |
| Green Tennis Club, Nagoja, Japonsko říjen 1985 tvrdý (venku) |           |                                                                         |     |          |     |  |
| \| \| \| \| 1. \| 2. \| 3. \| \| \| -- \| \| ----------------------------------------------------------------------- \| --- \| ----- \| --- \| \| \| 1. \| \| Elena Guerrová Paulette Morenová \| 3 6 \| 2 6 \| \| \| \| 2. \| \| Ana Almansová Patricia Hyová \| 6 0 \| 6 0 \| \| \| \| 3. \| \| Ana Almansová / Rosa Bielsa Hierrová Patricia Hyová / Paulette Morenová \| 3 6 \| 78 66 \| 6 3 \| \| \| \| \| \| \| \| \| \| \| \| \| \| \| \| \| \| \| \| \| \| \| \| \| \| \| \| \| \| \| \| \| \| \| \| \| \| \| \| \| \| |           |                                                                         |     |          |     |  |
| |           |                                                                         | 1.  | 2.       | 3.  |  |
| 1. |           | Elena Guerrová Paulette Morenová                                        | 3 6 | 2 6      |     |  |
| 2. |           | Ana Almansová Patricia Hyová                                            | 6 0 | 6 0      |     |  |
| 3. |           | Ana Almansová / Rosa Bielsa Hierrová Patricia Hyová / Paulette Morenová | 3 6 | 78 66    | 6 3 |  |
| |           |                                                                         |     |          |     |  |
| |           |                                                                         |     |          |     |  |
| |           |                                                                         |     |          |     |  |
| |           |                                                                         |     |          |     |  |
| |           |                                                                         |     |          |     |  |

#### Dánsko vs. Austrálie
| | Dánsko | 0 :                                                                                | 3   | Austrálie |    |  |
| --- | ------ | ---------------------------------------------------------------------------------- | --- | --------- | -- |  |
| Green Tennis Club, Nagoja, Japonsko říjen 1985 tvrdý (venku) |        |                                                                                    |     |           |    |  |
| \| \| \| \| 1. \| 2. \| 3. \| \| \| -- \| \| ---------------------------------------------------------------------------------- \| --- \| ---- \| -- \| \| \| 1. \| \| Anne Møllerová Anne Minterová \| 2 6 \| 2 6 \| \| \| \| 2. \| \| Tine Scheuerová-Larsenová Wendy Turnbullová \| 2 6 \| 6 78 \| \| \| \| 3. \| \| Anne Møllerová / Tine Scheuerová-Larsenová Elizabeth Smylieová / Wendy Turnbullová \| 3 6 \| 3 6 \| \| \| \| \| \| \| \| \| \| \| \| \| \| \| \| \| \| \| \| \| \| \| \| \| \| \| \| \| \| \| \| \| \| \| \| \| \| \| \| \| \| \| |        |                                                                                    |     |           |    |  |
| |        |                                                                                    | 1.  | 2.        | 3. |  |
| 1. |        | Anne Møllerová Anne Minterová                                                      | 2 6 | 2 6       |    |  |
| 2. |        | Tine Scheuerová-Larsenová Wendy Turnbullová                                        | 2 6 | 6 78      |    |  |
| 3. |        | Anne Møllerová / Tine Scheuerová-Larsenová Elizabeth Smylieová / Wendy Turnbullová | 3 6 | 3 6       |    |  |
| |        |                                                                                    |     |           |    |  |
| |        |                                                                                    |     |           |    |  |
| |        |                                                                                    |     |           |    |  |
| |        |                                                                                    |     |           |    |  |
| |        |                                                                                    |     |           |    |  |

### Druhé kolo

#### Československo vs. Švýcarsko
| | Československo | 2 :                                                                           | 1    | Švýcarsko |    |  |
| --- | -------------- | ----------------------------------------------------------------------------- | ---- | --------- | -- |  |
| Green Tennis Club, Nagoja, Japonsko říjen 1985 tvrdý (venku) |                |                                                                               |      |           |    |  |
| \| \| \| \| 1. \| 2. \| 3. \| \| \| -- \| \| ----------------------------------------------------------------------------- \| ---- \| --- \| -- \| \| \| 1. \| \| Helena Suková Lilian Kelaidisová \| 64 7 \| 3 6 \| \| \| \| 2. \| \| Hana Mandlíková Christiane Jolissaintová \| 7 61 \| 6 1 \| \| \| \| 3. \| \| Hana Mandlíková / Helena Suková Lilian Kelaidisová / Christiane Jolissaintová \| 6 1 \| 6 2 \| \| \| \| \| \| \| \| \| \| \| \| \| \| \| \| \| \| \| \| \| \| \| \| \| \| \| \| \| \| \| \| \| \| \| \| \| \| \| \| \| \| \| |                |                                                                               |      |           |    |  |
| |                |                                                                               | 1.   | 2.        | 3. |  |
| 1. |                | Helena Suková Lilian Kelaidisová                                              | 64 7 | 3 6       |    |  |
| 2. |                | Hana Mandlíková Christiane Jolissaintová                                      | 7 61 | 6 1       |    |  |
| 3. |                | Hana Mandlíková / Helena Suková Lilian Kelaidisová / Christiane Jolissaintová | 6 1  | 6 2       |    |  |
| |                |                                                                               |      |           |    |  |
| |                |                                                                               |      |           |    |  |
| |                |                                                                               |      |           |    |  |
| |                |                                                                               |      |           |    |  |
| |                |                                                                               |      |           |    |  |

#### Maďarsko vs. Kanada
| | Maďarsko | 2 :                                                                                | 1    | Kanada |    |  |
| --- | -------- | ---------------------------------------------------------------------------------- | ---- | ------ | -- |  |
| Green Tennis Club, Nagoja, Japonsko říjen 1985 tvrdý (venku) |          |                                                                                    |      |        |    |  |
| \| \| \| \| 1. \| 2. \| 3. \| \| \| -- \| \| ---------------------------------------------------------------------------------- \| ---- \| --- \| -- \| \| \| 1. \| \| Csilla Cserépyová Jane Youngová \| 7 65 \| 6 2 \| \| \| \| 2. \| \| Andrea Temesváriová Carling Bassettová \| 3 6 \| 1 6 \| \| \| \| 3. \| \| Csilla Cserépyová / Andrea Temesváriová Jill Hetheringtonová / Hélène Pelletierová \| 7 5 \| 6 3 \| \| \| \| \| \| \| \| \| \| \| \| \| \| \| \| \| \| \| \| \| \| \| \| \| \| \| \| \| \| \| \| \| \| \| \| \| \| \| \| \| \| \| |          |                                                                                    |      |        |    |  |
| |          |                                                                                    | 1.   | 2.     | 3. |  |
| 1. |          | Csilla Cserépyová Jane Youngová                                                    | 7 65 | 6 2    |    |  |
| 2. |          | Andrea Temesváriová Carling Bassettová                                             | 3 6  | 1 6    |    |  |
| 3. |          | Csilla Cserépyová / Andrea Temesváriová Jill Hetheringtonová / Hélène Pelletierová | 7 5  | 6 3    |    |  |
| |          |                                                                                    |      |        |    |  |
| |          |                                                                                    |      |        |    |  |
| |          |                                                                                    |      |        |    |  |
| |          |                                                                                    |      |        |    |  |
| |          |                                                                                    |      |        |    |  |

#### Velká Británie vs. Japonsko
| | Velká Británie | 2 :                                                           | 1     | Japonsko |     |  |
| --- | -------------- | ------------------------------------------------------------- | ----- | -------- | --- |  |
| Green Tennis Club, Nagoja, Japonsko říjen 1985 tvrdý (venku) |                |                                                               |       |          |     |  |
| \| \| \| \| 1. \| 2. \| 3. \| \| \| -- \| \| ------------------------------------------------------------- \| ----- \| ---- \| --- \| \| \| 1. \| \| Anne Hobbsová Masako Janagiová \| 7 5 \| 3 6 \| 2 6 \| \| \| 2. \| \| Annabel Croftová Ecuko Inoueová \| 79 67 \| 64 7 \| 6 3 \| \| \| 3. \| \| Jo Durieová / Anne Hobbsová Ecuko Inoueová / Masako Janagiová \| 62 7 \| 6 3 \| 6 2 \| \| \| \| \| \| \| \| \| \| \| \| \| \| \| \| \| \| \| \| \| \| \| \| \| \| \| \| \| \| \| \| \| \| \| \| \| \| \| \| \| \| |                |                                                               |       |          |     |  |
| |                |                                                               | 1.    | 2.       | 3.  |  |
| 1. |                | Anne Hobbsová Masako Janagiová                                | 7 5   | 3 6      | 2 6 |  |
| 2. |                | Annabel Croftová Ecuko Inoueová                               | 79 67 | 64 7     | 6 3 |  |
| 3. |                | Jo Durieová / Anne Hobbsová Ecuko Inoueová / Masako Janagiová | 62 7  | 6 3      | 6 2 |  |
| |                |                                                               |       |          |     |  |
| |                |                                                               |       |          |     |  |
| |                |                                                               |       |          |     |  |
| |                |                                                               |       |          |     |  |
| |                |                                                               |       |          |     |  |

#### Bulharsko vs. Jugoslávie
| | Bulharsko | 3 :                                                                         | 0   | Jugoslávie |    |  |
| --- | --------- | --------------------------------------------------------------------------- | --- | ---------- | -- |  |
| Green Tennis Club, Nagoja, Japonsko říjen 1985 tvrdý (venku) |           |                                                                             |     |            |    |  |
| \| \| \| \| 1. \| 2. \| 3. \| \| \| -- \| \| --------------------------------------------------------------------------- \| --- \| ----- \| -- \| \| \| 1. \| \| Katerina Malejevová Mima Jaušovecová \| 6 4 \| 6 2 \| \| \| \| 2. \| \| Manuela Malejevová Sabrina Golešová \| 6 1 \| 6 3 \| \| \| \| 3. \| \| Katerina Malejevová / Manuela Malejevová Sabrina Golešová / Aila Winklerová \| 6 4 \| 79 67 \| \| \| \| \| \| \| \| \| \| \| \| \| \| \| \| \| \| \| \| \| \| \| \| \| \| \| \| \| \| \| \| \| \| \| \| \| \| \| \| \| \| \| |           |                                                                             |     |            |    |  |
| |           |                                                                             | 1.  | 2.         | 3. |  |
| 1. |           | Katerina Malejevová Mima Jaušovecová                                        | 6 4 | 6 2        |    |  |
| 2. |           | Manuela Malejevová Sabrina Golešová                                         | 6 1 | 6 3        |    |  |
| 3. |           | Katerina Malejevová / Manuela Malejevová Sabrina Golešová / Aila Winklerová | 6 4 | 79 67      |    |  |
| |           |                                                                             |     |            |    |  |
| |           |                                                                             |     |            |    |  |
| |           |                                                                             |     |            |    |  |
| |           |                                                                             |     |            |    |  |
| |           |                                                                             |     |            |    |  |

#### Spojené státy americké vs. Čínská lidová republika
| | Spojené státy americké | 3 :                                                    | 0   | Čínská lidová republika |    |  |
| --- | ---------------------- | ------------------------------------------------------ | --- | ----------------------- | -- |  |
| Green Tennis Club, Nagoja, Japonsko říjen 1985 tvrdý (venku) |                        |                                                        |     |                         |    |  |
| \| \| \| \| 1. \| 2. \| 3. \| \| \| -- \| \| ------------------------------------------------------ \| --- \| --- \| -- \| \| \| 1. \| \| Kathy Jordanová Zhong Ni \| 6 1 \| 6 0 \| \| \| \| 2. \| \| Zina Garrisonová Li Xin-Yi \| 6 0 \| 6 2 \| \| \| \| 3. \| \| Kathy Jordanová / Sharon Walshová Li Xin-Yi / Zhong Ni \| 6 2 \| 6 2 \| \| \| \| \| \| \| \| \| \| \| \| \| \| \| \| \| \| \| \| \| \| \| \| \| \| \| \| \| \| \| \| \| \| \| \| \| \| \| \| \| \| \| |                        |                                                        |     |                         |    |  |
| |                        |                                                        | 1.  | 2.                      | 3. |  |
| 1. |                        | Kathy Jordanová Zhong Ni                               | 6 1 | 6 0                     |    |  |
| 2. |                        | Zina Garrisonová Li Xin-Yi                             | 6 0 | 6 2                     |    |  |
| 3. |                        | Kathy Jordanová / Sharon Walshová Li Xin-Yi / Zhong Ni | 6 2 | 6 2                     |    |  |
| |                        |                                                        |     |                         |    |  |
| |                        |                                                        |     |                         |    |  |
| |                        |                                                        |     |                         |    |  |
| |                        |                                                        |     |                         |    |  |
| |                        |                                                        |     |                         |    |  |

#### Argentina vs. Nový Zéland
| | Argentina | 2 :                                                                                            | 1   | Nový Zéland |    |  |
| --- | --------- | ---------------------------------------------------------------------------------------------- | --- | ----------- | -- |  |
| Green Tennis Club, Nagoja, Japonsko říjen 1985 tvrdý (venku) |           |                                                                                                |     |             |    |  |
| \| \| \| \| 1. \| 2. \| 3. \| \| \| -- \| \| ---------------------------------------------------------------------------------------------- \| --- \| --- \| -- \| \| \| 1. \| \| Mercedes Pazová Julie Richardsonová \| 6 3 \| 6 4 \| \| \| \| 2. \| \| Gabriela Sabatiniová Belinda Cordwellová \| 6 1 \| 6 0 \| \| \| \| 3. \| \| Gabriela Sabatiniová / Adriana Villagránová Reamiová Belinda Cordwellová / Julie Richardsonová \| 2 6 \| 2 6 \| \| \| \| \| \| \| \| \| \| \| \| \| \| \| \| \| \| \| \| \| \| \| \| \| \| \| \| \| \| \| \| \| \| \| \| \| \| \| \| \| \| \| |           |                                                                                                |     |             |    |  |
| |           |                                                                                                | 1.  | 2.          | 3. |  |
| 1. |           | Mercedes Pazová Julie Richardsonová                                                            | 6 3 | 6 4         |    |  |
| 2. |           | Gabriela Sabatiniová Belinda Cordwellová                                                       | 6 1 | 6 0         |    |  |
| 3. |           | Gabriela Sabatiniová / Adriana Villagránová Reamiová Belinda Cordwellová / Julie Richardsonová | 2 6 | 2 6         |    |  |
| |           |                                                                                                |     |             |    |  |
| |           |                                                                                                |     |             |    |  |
| |           |                                                                                                |     |             |    |  |
| |           |                                                                                                |     |             |    |  |
| |           |                                                                                                |     |             |    |  |

#### Itálie vs. Mexiko
| | Itálie | 3 :                                                                                    | 0   | Mexiko |     |  |
| --- | ------ | -------------------------------------------------------------------------------------- | --- | ------ | --- |  |
| Green Tennis Club, Nagoja, Japonsko říjen 1985 tvrdý (venku) |        |                                                                                        |     |        |     |  |
| \| \| \| \| 1. \| 2. \| 3. \| \| \| -- \| \| -------------------------------------------------------------------------------------- \| --- \| --- \| --- \| \| \| 1. \| \| Sandra Cecchiniová Claudia Hernándezová Salasová \| 6 2 \| 6 4 \| \| \| \| 2. \| \| Raffaella Reggiová Heliane Stedenová \| 6 4 \| 3 6 \| 7 5 \| \| \| 3. \| \| Sandra Cecchiniová / Laura Garroneová Claudia Hernándezová Salasová / Maluca Llamasová \| 6 3 \| 6 3 \| \| \| \| \| \| \| \| \| \| \| \| \| \| \| \| \| \| \| \| \| \| \| \| \| \| \| \| \| \| \| \| \| \| \| \| \| \| \| \| \| \| \| |        |                                                                                        |     |        |     |  |
| |        |                                                                                        | 1.  | 2.     | 3.  |  |
| 1. |        | Sandra Cecchiniová Claudia Hernándezová Salasová                                       | 6 2 | 6 4    |     |  |
| 2. |        | Raffaella Reggiová Heliane Stedenová                                                   | 6 4 | 3 6    | 7 5 |  |
| 3. |        | Sandra Cecchiniová / Laura Garroneová Claudia Hernándezová Salasová / Maluca Llamasová | 6 3 | 6 3    |     |  |
| |        |                                                                                        |     |        |     |  |
| |        |                                                                                        |     |        |     |  |
| |        |                                                                                        |     |        |     |  |
| |        |                                                                                        |     |        |     |  |
| |        |                                                                                        |     |        |     |  |

#### Španělsko vs. Austrálie
| | Španělsko | 0 :                                                                  | 3   | Austrálie |    |  |
| --- | --------- | -------------------------------------------------------------------- | --- | --------- | -- |  |
| Green Tennis Club, Nagoja, Japonsko říjen 1985 tvrdý (venku) |           |                                                                      |     |           |    |  |
| \| \| \| \| 1. \| 2. \| 3. \| \| \| -- \| \| -------------------------------------------------------------------- \| --- \| --- \| -- \| \| \| 1. \| \| Elena Guerrová Anne Minterová \| 4 6 \| 0 6 \| \| \| \| 2. \| \| Ana Almansováa Wendy Turnbullová \| 1 6 \| 1 6 \| \| \| \| 3. \| \| Ana Almansová / Rosa Bielsa Hierrová Jenny Byrneová / Anne Minterová \| 1 6 \| 5 7 \| \| \| \| \| \| \| \| \| \| \| \| \| \| \| \| \| \| \| \| \| \| \| \| \| \| \| \| \| \| \| \| \| \| \| \| \| \| \| \| \| \| \| |           |                                                                      |     |           |    |  |
| |           |                                                                      | 1.  | 2.        | 3. |  |
| 1. |           | Elena Guerrová Anne Minterová                                        | 4 6 | 0 6       |    |  |
| 2. |           | Ana Almansováa Wendy Turnbullová                                     | 1 6 | 1 6       |    |  |
| 3. |           | Ana Almansová / Rosa Bielsa Hierrová Jenny Byrneová / Anne Minterová | 1 6 | 5 7       |    |  |
| |           |                                                                      |     |           |    |  |
| |           |                                                                      |     |           |    |  |
| |           |                                                                      |     |           |    |  |
| |           |                                                                      |     |           |    |  |
| |           |                                                                      |     |           |    |  |

### Čtvrtfinále

#### Československo vs. Maďarsko
| | Československo | 3 :                                                                        | 0    | Maďarsko |     |  |
| --- | -------------- | -------------------------------------------------------------------------- | ---- | -------- | --- |  |
| Green Tennis Club, Nagoja, Japonsko říjen 1985 tvrdý (venku) |                |                                                                            |      |          |     |  |
| \| \| \| \| 1. \| 2. \| 3. \| \| \| -- \| \| -------------------------------------------------------------------------- \| ---- \| --- \| --- \| \| \| 1. \| \| Helena Suková Csilla Cserépyová \| 65 7 \| 6 2 \| 6 2 \| \| \| 2. \| \| Hana Mandlíková Andrea Temesváriová \| 6 3 \| 6 4 \| \| \| \| 3. \| \| Andrea Holíková / Regina Maršíková Csilla Cserépyová / Andrea Temesváriová \| 6 4 \| 6 3 \| \| \| \| \| \| \| \| \| \| \| \| \| \| \| \| \| \| \| \| \| \| \| \| \| \| \| \| \| \| \| \| \| \| \| \| \| \| \| \| \| \| \| |                |                                                                            |      |          |     |  |
| |                |                                                                            | 1.   | 2.       | 3.  |  |
| 1. |                | Helena Suková Csilla Cserépyová                                            | 65 7 | 6 2      | 6 2 |  |
| 2. |                | Hana Mandlíková Andrea Temesváriová                                        | 6 3  | 6 4      |     |  |
| 3. |                | Andrea Holíková / Regina Maršíková Csilla Cserépyová / Andrea Temesváriová | 6 4  | 6 3      |     |  |
| |                |                                                                            |      |          |     |  |
| |                |                                                                            |      |          |     |  |
| |                |                                                                            |      |          |     |  |
| |                |                                                                            |      |          |     |  |
| |                |                                                                            |      |          |     |  |

#### Velká Británie vs. Bulharsko
| | Velká Británie | 1 :                                                                  | 2   | Bulharsko |     |       |
| --- | -------------- | -------------------------------------------------------------------- | --- | --------- | --- | ----- |
| Green Tennis Club, Nagoja, Japonsko říjen 1985 tvrdý (venku) |                |                                                                      |     |           |     |       |
| \| \| \| \| 1. \| 2. \| 3. \| \| \| -- \| \| -------------------------------------------------------------------- \| --- \| --- \| --- \| ----- \| \| 1. \| \| Jo Durieová Katerina Malejevová \| 2 6 \| 6 4 \| 6 8 \| \| \| 2. \| \| Annabel Croftová Manuela Malejevová \| 2 6 \| 2 6 \| \| \| \| 3. \| \| Jo Durieová / Anne Hobbsová Katerina Malejevová / Manuela Malejevová \| 5 4 \| \| \| skreč \| \| \| \| \| \| \| \| \| \| \| \| \| \| \| \| \| \| \| \| \| \| \| \| \| \| \| \| \| \| \| \| \| \| \| \| \| \| \| \| \| |                |                                                                      |     |           |     |       |
| |                |                                                                      | 1.  | 2.        | 3.  |       |
| 1. |                | Jo Durieová Katerina Malejevová                                      | 2 6 | 6 4       | 6 8 |       |
| 2. |                | Annabel Croftová Manuela Malejevová                                  | 2 6 | 2 6       |     |       |
| 3. |                | Jo Durieová / Anne Hobbsová Katerina Malejevová / Manuela Malejevová | 5 4 |           |     | skreč |
| |                |                                                                      |     |           |     |       |
| |                |                                                                      |     |           |     |       |
| |                |                                                                      |     |           |     |       |
| |                |                                                                      |     |           |     |       |
| |                |                                                                      |     |           |     |       |

#### Spojené státy americké vs. Argentina
| | Spojené státy americké | 2 :                                                                                    | 1   | Argentina |     |  |
| --- | ---------------------- | -------------------------------------------------------------------------------------- | --- | --------- | --- |  |
| Green Tennis Club, Nagoja, Japonsko říjen 1985 tvrdý (venku) |                        |                                                                                        |     |           |     |  |
| \| \| \| \| 1. \| 2. \| 3. \| \| \| -- \| \| -------------------------------------------------------------------------------------- \| --- \| --- \| --- \| \| \| 1. \| \| Kathy Jordanová Adriana Villagránová Reamiová \| 6 1 \| 6 1 \| \| \| \| 2. \| \| Zina Garrisonová Gabriela Sabatiniová \| 7 5 \| 1 6 \| 1 6 \| \| \| 3. \| \| Kathy Jordanová / Sharon Walshová Gabriela Sabatiniová / Adriana Villagránová Reamiová \| 5 7 \| 6 3 \| 6 4 \| \| \| \| \| \| \| \| \| \| \| \| \| \| \| \| \| \| \| \| \| \| \| \| \| \| \| \| \| \| \| \| \| \| \| \| \| \| \| \| \| \| |                        |                                                                                        |     |           |     |  |
| |                        |                                                                                        | 1.  | 2.        | 3.  |  |
| 1. |                        | Kathy Jordanová Adriana Villagránová Reamiová                                          | 6 1 | 6 1       |     |  |
| 2. |                        | Zina Garrisonová Gabriela Sabatiniová                                                  | 7 5 | 1 6       | 1 6 |  |
| 3. |                        | Kathy Jordanová / Sharon Walshová Gabriela Sabatiniová / Adriana Villagránová Reamiová | 5 7 | 6 3       | 6 4 |  |
| |                        |                                                                                        |     |           |     |  |
| |                        |                                                                                        |     |           |     |  |
| |                        |                                                                                        |     |           |     |  |
| |                        |                                                                                        |     |           |     |  |
| |                        |                                                                                        |     |           |     |  |

#### Itálie vs. Austrálie
| | Itálie | 0 :                                                                      | 3   | Austrálie |    |  |
| --- | ------ | ------------------------------------------------------------------------ | --- | --------- | -- |  |
| Green Tennis Club, Nagoja, Japonsko říjen 1985 tvrdý (venku) |        |                                                                          |     |           |    |  |
| \| \| \| \| 1. \| 2. \| 3. \| \| \| -- \| \| ------------------------------------------------------------------------ \| --- \| --- \| -- \| \| \| 1. \| \| Sandra Cecchiniová Anne Minterová \| 3 6 \| 2 6 \| \| \| \| 2. \| \| Raffaella Reggiová Wendy Turnbullová \| 2 6 \| 1 6 \| \| \| \| 3. \| \| Laura Garroneová / Raffaella Reggiová Jenny Byrneová / Wendy Turnbullová \| 1 6 \| 3 6 \| \| \| \| \| \| \| \| \| \| \| \| \| \| \| \| \| \| \| \| \| \| \| \| \| \| \| \| \| \| \| \| \| \| \| \| \| \| \| \| \| \| \| |        |                                                                          |     |           |    |  |
| |        |                                                                          | 1.  | 2.        | 3. |  |
| 1. |        | Sandra Cecchiniová Anne Minterová                                        | 3 6 | 2 6       |    |  |
| 2. |        | Raffaella Reggiová Wendy Turnbullová                                     | 2 6 | 1 6       |    |  |
| 3. |        | Laura Garroneová / Raffaella Reggiová Jenny Byrneová / Wendy Turnbullová | 1 6 | 3 6       |    |  |
| |        |                                                                          |     |           |    |  |
| |        |                                                                          |     |           |    |  |
| |        |                                                                          |     |           |    |  |
| |        |                                                                          |     |           |    |  |
| |        |                                                                          |     |           |    |  |

### Semifinále

#### Československo vs. Bulharsko
| | Československo | 2 :                                                                      | 1   | Bulharsko |     |  |
| --- | -------------- | ------------------------------------------------------------------------ | --- | --------- | --- |  |
| Green Tennis Club, Nagoja, Japonsko říjen 1985 tvrdý (venku) |                |                                                                          |     |           |     |  |
| \| \| \| \| 1. \| 2. \| 3. \| \| \| -- \| \| ------------------------------------------------------------------------ \| --- \| ---- \| --- \| \| \| 1. \| \| Helena Suková Katerina Malejevová \| 3 6 \| 6 78 \| \| \| \| 2. \| \| Hana Mandlíková Manuela Malejevová \| 3 6 \| 6 2 \| 6 1 \| \| \| 3. \| \| Hana Mandlíková / Helena Suková Katerina Malejevová / Manuela Malejevová \| 6 3 \| 7 64 \| \| \| \| \| \| \| \| \| \| \| \| \| \| \| \| \| \| \| \| \| \| \| \| \| \| \| \| \| \| \| \| \| \| \| \| \| \| \| \| \| \| \| |                |                                                                          |     |           |     |  |
| |                |                                                                          | 1.  | 2.        | 3.  |  |
| 1. |                | Helena Suková Katerina Malejevová                                        | 3 6 | 6 78      |     |  |
| 2. |                | Hana Mandlíková Manuela Malejevová                                       | 3 6 | 6 2       | 6 1 |  |
| 3. |                | Hana Mandlíková / Helena Suková Katerina Malejevová / Manuela Malejevová | 6 3 | 7 64      |     |  |
| |                |                                                                          |     |           |     |  |
| |                |                                                                          |     |           |     |  |
| |                |                                                                          |     |           |     |  |
| |                |                                                                          |     |           |     |  |
| |                |                                                                          |     |           |     |  |

#### Spojené státy americké vs. Austrálie
| | Spojené státy americké | 2 :                                                                       | 1   | Austrálie |     |  |
| --- | ---------------------- | ------------------------------------------------------------------------- | --- | --------- | --- |  |
| Green Tennis Club, Nagoja, Japonsko říjen 1985 tvrdý (venku) ) |                        |                                                                           |     |           |     |  |
| \| \| \| \| 1. \| 2. \| 3. \| \| \| -- \| \| ------------------------------------------------------------------------- \| --- \| ----- \| --- \| \| \| 1. \| \| Elise Burginová Anne Minterová \| 6 3 \| 6 4 \| \| \| \| 2. \| \| Kathy Jordanová Wendy Turnbullová \| 4 6 \| 79 67 \| 5 7 \| \| \| 3. \| \| Elise Burginová / Kathy Jordanová Elizabeth Smylieová / Wendy Turnbullová \| 0 6 \| 6 1 \| 6 4 \| \| \| \| \| \| \| \| \| \| \| \| \| \| \| \| \| \| \| \| \| \| \| \| \| \| \| \| \| \| \| \| \| \| \| \| \| \| \| \| \| \| |                        |                                                                           |     |           |     |  |
| |                        |                                                                           | 1.  | 2.        | 3.  |  |
| 1. |                        | Elise Burginová Anne Minterová                                            | 6 3 | 6 4       |     |  |
| 2. |                        | Kathy Jordanová Wendy Turnbullová                                         | 4 6 | 79 67     | 5 7 |  |
| 3. |                        | Elise Burginová / Kathy Jordanová Elizabeth Smylieová / Wendy Turnbullová | 0 6 | 6 1       | 6 4 |  |
| |                        |                                                                           |     |           |     |  |
| |                        |                                                                           |     |           |     |  |
| |                        |                                                                           |     |           |     |  |
| |                        |                                                                           |     |           |     |  |
| |                        |                                                                           |     |           |     |  |

### Finále

#### Československo vs. Spojené státy americké
| | Československo | 2 :                                                                  | 1   | Spojené státy americké |     |  |
| --- | -------------- | -------------------------------------------------------------------- | --- | ---------------------- | --- |  |
| Green Tennis Club, Nagoja, Japonsko 14. října 1985 tvrdý (venku) |                |                                                                      |     |                        |     |  |
| \| \| \| \| 1. \| 2. \| 3. \| \| \| -- \| \| -------------------------------------------------------------------- \| --- \| ---- \| --- \| \| \| 1. \| \| Helena Suková Elise Burginová \| 6 3 \| 6 78 \| 6 4 \| \| \| 2. \| \| Hana Mandlíková Kathy Jordanová \| 7 5 \| 6 1 \| \| \| \| 3. \| \| Andrea Holíková / Regina Maršíková Elise Burginová / Sharon Walshová \| 2 6 \| 3 6 \| \| \| \| \| \| \| \| \| \| \| \| \| \| \| \| \| \| \| \| \| \| \| \| \| \| \| \| \| \| \| \| \| \| \| \| \| \| \| \| \| \| \| |                |                                                                      |     |                        |     |  |
| |                |                                                                      | 1.  | 2.                     | 3.  |  |
| 1. |                | Helena Suková Elise Burginová                                        | 6 3 | 6 78                   | 6 4 |  |
| 2. |                | Hana Mandlíková Kathy Jordanová                                      | 7 5 | 6 1                    |     |  |
| 3. |                | Andrea Holíková / Regina Maršíková Elise Burginová / Sharon Walshová | 2 6 | 3 6                    |     |  |
| |                |                                                                      |     |                        |     |  |
| |                |                                                                      |     |                        |     |  |
| |                |                                                                      |     |                        |     |  |
| |                |                                                                      |     |                        |     |  |
| |                |                                                                      |     |                        |     |  |

#### Vítěz
| Vítěz Poháru federace 1985  |
| --------------------------- |
| Československo čtvrtý titul |

## Turnaj útěchy

### Pavouk
|  | První kolo | První kolo    | První kolo      |               |            | Druhé kolo | Druhé kolo | Druhé kolo      |   |  | Čtvrtfinále | Čtvrtfinále | Čtvrtfinále   |   |  | Semifinále | Semifinále | Semifinále |  |  | Finále | Finále        | Finále |
|  |            |               |                 |               |            |            |            |                 |   |  |             |             |               |   |  |            |            |            |  |  |        |               |        |
|  |            |               |                 |               |            |            |            |                 |   |  |             |             |               |   |  |            |            |            |  |  |        |               |        |
|  |            |               | Francie         | 3             |            |            |            |                 |   |  |             |             |               |   |  |            |            |            |  |  |        |               |        |
|  |            |               |                 | 3             |            |            |            |                 |   |  |             |             |               |   |  |            |            |            |  |  |        |               |        |
|  |            |               |                 | Uruguay       | 0          |            |            |                 |   |  |             |             |               |   |  |            |            |            |  |  |        |               |        |
|  |            |               |                 | Uruguay       | 0          |            |            |                 |   |  |             |             |               |   |  |            |            |            |  |  |        |               |        |
|  |            |               |                 |               |            |            |            |                 |   |  |             |             |               |   |  |            |            |            |  |  |        |               |        |
|  |            |               |                 |               |            |            |            |                 |   |  |             |             |               |   |  |            |            |            |  |  |        |               |        |
|  |            |               |                 |               |            |            |            | Francie         | 1 |  |             |             |               |   |  |            |            |            |  |  |        |               |        |
|  |            |               |                 |               |            |            |            |                 | 1 |  |             |             |               |   |  |            |            |            |  |  |        |               |        |
|  |            |               | Sovětský svaz   | 2             |            |            |            |                 |   |  |             |             |               |   |  |            |            |            |  |  |        |               |        |
|  |            |               | Sovětský svaz   | 2             |            |            |            |                 |   |  |             |             |               |   |  |            |            |            |  |  |        |               |        |
|  |            |               |                 |               |            |            |            |                 |   |  |             |             |               |   |  |            |            |            |  |  |        |               |        |
|  |            |               |                 |               |            |            |            |                 |   |  |             |             |               |   |  |            |            |            |  |  |        |               |        |
|  |            |               | Tchaj-wan       | 0             |            |            |            |                 |   |  |             |             |               |   |  |            |            |            |  |  |        |               |        |
|  |            |               |                 | 0             |            |            |            |                 |   |  |             |             |               |   |  |            |            |            |  |  |        |               |        |
|  |            |               |                 | Sovětský svaz | 3          |            |            |                 |   |  |             |             |               |   |  |            |            |            |  |  |        |               |        |
|  |            | Sovětský svaz | 2               | Sovětský svaz | 3          |            |            |                 |   |  |             |             |               |   |  |            |            |            |  |  |        |               |        |
|  |            | Sovětský svaz | 2               |               |            |            |            |                 |   |  |             |             |               |   |  |            |            |            |  |  |        |               |        |
|  |            | Rakousko      | 1               |               |            |            |            |                 |   |  |             |             |               |   |  |            |            |            |  |  |        |               |        |
|  |            |               |                 |               |            |            |            |                 |   |  |             |             | Sovětský svaz | 3 |  |            |            |            |  |  |        |               |        |
|  |            |               |                 |               |            |            |            |                 |   |  |             |             |               |   |  |            |            |            |  |  |        |               |        |
|  |            |               | Západní Německo | 0             |            |            |            |                 |   |  |             |             |               |   |  |            |            |            |  |  |        |               |        |
|  |            |               | Západní Německo | 0             |            |            |            |                 |   |  |             |             |               |   |  |            |            |            |  |  |        |               |        |
|  |            |               |                 |               |            |            |            |                 |   |  |             |             |               |   |  |            |            |            |  |  |        |               |        |
|  |            |               |                 |               |            |            |            |                 |   |  |             |             |               |   |  |            |            |            |  |  |        |               |        |
|  |            |               | Západní Německo | 3             |            |            |            |                 |   |  |             |             |               |   |  |            |            |            |  |  |        |               |        |
|  |            |               |                 | 3             |            |            |            |                 |   |  |             |             |               |   |  |            |            |            |  |  |        |               |        |
|  |            |               |                 | Řecko         | 0          |            |            |                 |   |  |             |             |               |   |  |            |            |            |  |  |        |               |        |
|  |            | Chile         | 1               | Řecko         | 0          |            |            |                 |   |  |             |             |               |   |  |            |            |            |  |  |        |               |        |
|  |            | Chile         | 1               |               |            |            |            |                 |   |  |             |             |               |   |  |            |            |            |  |  |        |               |        |
|  |            | Řecko         | 2               |               |            |            |            |                 |   |  |             |             |               |   |  |            |            |            |  |  |        |               |        |
|  |            |               |                 |               |            |            |            | Západní Německo | 2 |  |             |             |               |   |  |            |            |            |  |  |        |               |        |
|  |            |               |                 |               |            |            |            |                 | 2 |  |             |             |               |   |  |            |            |            |  |  |        |               |        |
|  |            |               | Hongkong        | 1             |            |            |            |                 |   |  |             |             |               |   |  |            |            |            |  |  |        |               |        |
|  |            |               | Hongkong        | 1             |            |            |            |                 |   |  |             |             |               |   |  |            |            |            |  |  |        |               |        |
|  |            |               |                 |               |            |            |            |                 |   |  |             |             |               |   |  |            |            |            |  |  |        |               |        |
|  |            |               |                 |               |            |            |            |                 |   |  |             |             |               |   |  |            |            |            |  |  |        |               |        |
|  |            |               | Finsko          | 1             |            |            |            |                 |   |  |             |             |               |   |  |            |            |            |  |  |        |               |        |
|  |            |               |                 | 1             |            |            |            |                 |   |  |             |             |               |   |  |            |            |            |  |  |        |               |        |
|  |            |               |                 | Hongkong      | 2          |            |            |                 |   |  |             |             |               |   |  |            |            |            |  |  |        |               |        |
|  |            | Norsko        | 1               | Hongkong      | 2          |            |            |                 |   |  |             |             |               |   |  |            |            |            |  |  |        |               |        |
|  |            | Norsko        | 1               |               |            |            |            |                 |   |  |             |             |               |   |  |            |            |            |  |  |        |               |        |
|  |            | Hongkong      | 2               |               |            |            |            |                 |   |  |             |             |               |   |  |            |            |            |  |  |        |               |        |
|  |            |               |                 |               |            |            |            |                 |   |  |             |             |               |   |  |            |            |            |  |  |        | Sovětský svaz | 3      |
|  |            |               |                 |               |            |            |            |                 |   |  |             |             |               |   |  |            |            |            |  |  |        | Sovětský svaz | 3      |
|  |            |               |                 |               |            |            |            |                 |   |  |             |             |               |   |  |            |            |            |  |  |        | Jižní Korea   | 0      |
|  |            |               |                 |               |            |            |            |                 |   |  |             |             |               |   |  |            |            |            |  |  |        | Jižní Korea   | 0      |
|  |            | Nizozemsko    | 3               |               |            |            |            |                 |   |  |             |             |               |   |  |            |            |            |  |  |        |               |        |
|  |            | Dánsko        | 0               |               |            |            |            |                 |   |  |             |             |               |   |  |            |            |            |  |  |        |               |        |
|  |            | Dánsko        | 0               |               | Nizozemsko | 2          |            |                 |   |  |             |             |               |   |  |            |            |            |  |  |        |               |        |
|  |            |               |                 |               | Nizozemsko | 2          |            |                 |   |  |             |             |               |   |  |            |            |            |  |  |        |               |        |
|  |            |               |                 | Irsko         | 1          |            |            |                 |   |  |             |             |               |   |  |            |            |            |  |  |        |               |        |
|  |            |               |                 | Irsko         | 1          |            |            |                 |   |  |             |             |               |   |  |            |            |            |  |  |        |               |        |
|  |            |               |                 |               |            |            |            |                 |   |  |             |             |               |   |  |            |            |            |  |  |        |               |        |
|  |            |               |                 |               |            |            |            |                 |   |  |             |             |               |   |  |            |            |            |  |  |        |               |        |
|  |            |               |                 |               |            |            |            | Nizozemsko      | 1 |  |             |             |               |   |  |            |            |            |  |  |        |               |        |
|  |            |               |                 |               |            |            |            |                 | 1 |  |             |             |               |   |  |            |            |            |  |  |        |               |        |
|  |            |               | Brazílie        | 2             |            |            |            |                 |   |  |             |             |               |   |  |            |            |            |  |  |        |               |        |
|  |            | Indonésie     | Brazílie        | 2             | 0          |            |            |                 |   |  |             |             |               |   |  |            |            |            |  |  |        |               |        |
|  |            | Indonésie     |                 |               | 0          |            |            |                 |   |  |             |             |               |   |  |            |            |            |  |  |        |               |        |
|  |            | Brazílie      | 3               |               |            |            |            |                 |   |  |             |             |               |   |  |            |            |            |  |  |        |               |        |
|  |            | Brazílie      | 3               |               | Brazílie   | 2          |            |                 |   |  |             |             |               |   |  |            |            |            |  |  |        |               |        |
|  |            |               |                 |               | Brazílie   | 2          |            |                 |   |  |             |             |               |   |  |            |            |            |  |  |        |               |        |
|  |            |               |                 | Peru          | 1          |            |            |                 |   |  |             |             |               |   |  |            |            |            |  |  |        |               |        |
|  |            |               |                 | Peru          | 1          |            |            |                 |   |  |             |             |               |   |  |            |            |            |  |  |        |               |        |
|  |            |               |                 |               |            |            |            |                 |   |  |             |             |               |   |  |            |            |            |  |  |        |               |        |
|  |            |               |                 |               |            |            |            |                 |   |  |             |             |               |   |  |            |            |            |  |  |        |               |        |
|  |            |               |                 |               |            |            |            |                 |   |  |             |             | Brazílie      | 0 |  |            |            |            |  |  |        |               |        |
|  |            |               |                 |               |            |            |            |                 |   |  |             |             |               |   |  |            |            |            |  |  |        |               |        |
|  |            |               | Jižní Korea     | 2             |            |            |            |                 |   |  |             |             |               |   |  |            |            |            |  |  |        |               |        |
|  |            | Belgie        | Jižní Korea     | 2             | 3          |            |            |                 |   |  |             |             |               |   |  |            |            |            |  |  |        |               |        |
|  |            | Belgie        |                 |               | 3          |            |            |                 |   |  |             |             |               |   |  |            |            |            |  |  |        |               |        |
|  |            | Thajsko       | 0               |               |            |            |            |                 |   |  |             |             |               |   |  |            |            |            |  |  |        |               |        |
|  |            | Thajsko       | 0               |               | Belgie     | 1          |            |                 |   |  |             |             |               |   |  |            |            |            |  |  |        |               |        |
|  |            |               |                 |               | Belgie     | 1          |            |                 |   |  |             |             |               |   |  |            |            |            |  |  |        |               |        |
|  |            |               |                 | Filipíny      | 2          |            |            |                 |   |  |             |             |               |   |  |            |            |            |  |  |        |               |        |
|  |            |               |                 | Filipíny      | 2          |            |            |                 |   |  |             |             |               |   |  |            |            |            |  |  |        |               |        |
|  |            |               |                 |               |            |            |            |                 |   |  |             |             |               |   |  |            |            |            |  |  |        |               |        |
|  |            |               |                 |               |            |            |            |                 |   |  |             |             |               |   |  |            |            |            |  |  |        |               |        |
|  |            |               |                 |               |            |            |            | Filipíny        | 0 |  |             |             |               |   |  |            |            |            |  |  |        |               |        |
|  |            |               |                 |               |            |            |            |                 | 0 |  |             |             |               |   |  |            |            |            |  |  |        |               |        |
|  |            |               | Jižní Korea     | 3             |            |            |            |                 |   |  |             |             |               |   |  |            |            |            |  |  |        |               |        |
|  |            |               | Jižní Korea     | 3             |            |            |            |                 |   |  |             |             |               |   |  |            |            |            |  |  |        |               |        |
|  |            |               |                 |               |            |            |            |                 |   |  |             |             |               |   |  |            |            |            |  |  |        |               |        |
|  |            |               |                 |               |            |            |            |                 |   |  |             |             |               |   |  |            |            |            |  |  |        |               |        |
|  |            |               | Jižní Korea     | 2             |            |            |            |                 |   |  |             |             |               |   |  |            |            |            |  |  |        |               |        |
|  |            |               |                 | 2             |            |            |            |                 |   |  |             |             |               |   |  |            |            |            |  |  |        |               |        |
|  |            |               |                 | Švédsko       | 1          |            |            |                 |   |  |             |             |               |   |  |            |            |            |  |  |        |               |        |
|  |            |               |                 | Švédsko       | 1          |            |            |                 |   |  |             |             |               |   |  |            |            |            |  |  |        |               |        |
|  |            |               |                 |               |            |            |            |                 |   |  |             |             |               |   |  |            |            |            |  |  |        |               |        |

### První kolo turnaje útěchy

#### Sovětský svaz vs. Rakousko
| | Sovětský svaz | 2 :                                                                          | 1    | Rakousko |    |  |
| --- | ------------- | ---------------------------------------------------------------------------- | ---- | -------- | -- |  |
| Green Tennis Club, Nagoja, Japonsko říjen 1985 tvrdý (venku) |               |                                                                              |      |          |    |  |
| \| \| \| \| 1. \| 2. \| 3. \| \| \| -- \| \| ---------------------------------------------------------------------------- \| ---- \| --- \| -- \| \| \| 1. \| \| Natalia Jegorovová Barbara Polletová \| 7 61 \| 6 0 \| \| \| \| 2. \| \| Larisa Savčenková Petra Huberová \| 2 6 \| 3 6 \| \| \| \| 3. \| \| Světlana Černěvová / Larisa Savčenková Petra Huberová / Karin Oberleitnerová \| 6 1 \| 6 2 \| \| \| \| \| \| \| \| \| \| \| \| \| \| \| \| \| \| \| \| \| \| \| \| \| \| \| \| \| \| \| \| \| \| \| \| \| \| \| \| \| \| \| |               |                                                                              |      |          |    |  |
| |               |                                                                              | 1.   | 2.       | 3. |  |
| 1. |               | Natalia Jegorovová Barbara Polletová                                         | 7 61 | 6 0      |    |  |
| 2. |               | Larisa Savčenková Petra Huberová                                             | 2 6  | 3 6      |    |  |
| 3. |               | Světlana Černěvová / Larisa Savčenková Petra Huberová / Karin Oberleitnerová | 6 1  | 6 2      |    |  |
| |               |                                                                              |      |          |    |  |
| |               |                                                                              |      |          |    |  |
| |               |                                                                              |      |          |    |  |
| |               |                                                                              |      |          |    |  |
| |               |                                                                              |      |          |    |  |

#### Chile vs. Řecko
| | Chile | 1 :                                                                                      | 2   | Řecko |    |  |
| --- | ----- | ---------------------------------------------------------------------------------------- | --- | ----- | -- |  |
| Green Tennis Club, Nagoja, Japonsko říjen 1985 tvrdý (venku) |       |                                                                                          |     |       |    |  |
| \| \| \| \| 1. \| 2. \| 3. \| \| \| -- \| \| ---------------------------------------------------------------------------------------- \| --- \| --- \| -- \| \| \| 1. \| \| Natalie Rodríguezová Olga Tsarbopoulouová \| 2 6 \| 2 6 \| \| \| \| 2. \| \| Paulina Sepúlvedová Angelika Kanellopoulouová \| 5 7 \| 2 6 \| \| \| \| 3. \| \| Natalie Rodríguezová / Paulina Rodríguezová Xenia Anastasiadosová / Olga Tsarbopoulouová \| 6 2 \| 6 3 \| \| \| \| \| \| \| \| \| \| \| \| \| \| \| \| \| \| \| \| \| \| \| \| \| \| \| \| \| \| \| \| \| \| \| \| \| \| \| \| \| \| \| |       |                                                                                          |     |       |    |  |
| |       |                                                                                          | 1.  | 2.    | 3. |  |
| 1. |       | Natalie Rodríguezová Olga Tsarbopoulouová                                                | 2 6 | 2 6   |    |  |
| 2. |       | Paulina Sepúlvedová Angelika Kanellopoulouová                                            | 5 7 | 2 6   |    |  |
| 3. |       | Natalie Rodríguezová / Paulina Rodríguezová Xenia Anastasiadosová / Olga Tsarbopoulouová | 6 2 | 6 3   |    |  |
| |       |                                                                                          |     |       |    |  |
| |       |                                                                                          |     |       |    |  |
| |       |                                                                                          |     |       |    |  |
| |       |                                                                                          |     |       |    |  |
| |       |                                                                                          |     |       |    |  |

#### Norsko vs. Hongkong
| | Norsko | 1 :                                                                           | 2   | Hongkong |     |  |
| --- | ------ | ----------------------------------------------------------------------------- | --- | -------- | --- |  |
| Green Tennis Club, Nagoja, Japonsko říjen 1985 tvrdý (venku) |        |                                                                               |     |          |     |  |
| \| \| \| \| 1. \| 2. \| 3. \| \| \| -- \| \| ----------------------------------------------------------------------------- \| --- \| ---- \| --- \| \| \| 1. \| \| Amy Jonssonová-Råholtová Lisa Kwoková \| 6 1 \| 6 3 \| \| \| \| 2. \| \| Astrid Sundeová Paulette Morenová \| 6 3 \| 1 6 \| 1 6 \| \| \| 3. \| \| Amy Jonssonová-Råholtová / Astrid Sundeová Patricia Hyová / Paulette Morenová \| 6 2 \| 6 78 \| 4 6 \| \| \| \| \| \| \| \| \| \| \| \| \| \| \| \| \| \| \| \| \| \| \| \| \| \| \| \| \| \| \| \| \| \| \| \| \| \| \| \| \| \| |        |                                                                               |     |          |     |  |
| |        |                                                                               | 1.  | 2.       | 3.  |  |
| 1. |        | Amy Jonssonová-Råholtová Lisa Kwoková                                         | 6 1 | 6 3      |     |  |
| 2. |        | Astrid Sundeová Paulette Morenová                                             | 6 3 | 1 6      | 1 6 |  |
| 3. |        | Amy Jonssonová-Råholtová / Astrid Sundeová Patricia Hyová / Paulette Morenová | 6 2 | 6 78     | 4 6 |  |
| |        |                                                                               |     |          |     |  |
| |        |                                                                               |     |          |     |  |
| |        |                                                                               |     |          |     |  |
| |        |                                                                               |     |          |     |  |
| |        |                                                                               |     |          |     |  |

#### Nizozemsko vs. Dánsko
| | Nizozemsko | 3 :                                                                                 | 0     | Dánsko |    |  |
| --- | ---------- | ----------------------------------------------------------------------------------- | ----- | ------ | -- |  |
| Green Tennis Club, Nagoja, Japonsko říjen 1985 tvrdý (venku) |            |                                                                                     |       |        |    |  |
| \| \| \| \| 1. \| 2. \| 3. \| \| \| -- \| \| ----------------------------------------------------------------------------------- \| ----- \| --- \| -- \| \| \| 1. \| \| Nanette Schutteová Anne Møllerová \| 6 4 \| 6 4 \| \| \| \| 2. \| \| Marcella Meskerová Tine Scheuerová-Larsenová \| 78 66 \| 6 2 \| \| \| \| 3. \| \| Marcella Meskerová / Marianne Van Der Torreová Therese Arildsenová / Anne Møllerová \| 6 4 \| 6 2 \| \| \| \| \| \| \| \| \| \| \| \| \| \| \| \| \| \| \| \| \| \| \| \| \| \| \| \| \| \| \| \| \| \| \| \| \| \| \| \| \| \| \| |            |                                                                                     |       |        |    |  |
| |            |                                                                                     | 1.    | 2.     | 3. |  |
| 1. |            | Nanette Schutteová Anne Møllerová                                                   | 6 4   | 6 4    |    |  |
| 2. |            | Marcella Meskerová Tine Scheuerová-Larsenová                                        | 78 66 | 6 2    |    |  |
| 3. |            | Marcella Meskerová / Marianne Van Der Torreová Therese Arildsenová / Anne Møllerová | 6 4   | 6 2    |    |  |
| |            |                                                                                     |       |        |    |  |
| |            |                                                                                     |       |        |    |  |
| |            |                                                                                     |       |        |    |  |
| |            |                                                                                     |       |        |    |  |
| |            |                                                                                     |       |        |    |  |

#### Indonésie vs. Brazílie
| | Indonésie | 0 :                                                                            | 3    | Brazílie |    |  |
| --- | --------- | ------------------------------------------------------------------------------ | ---- | -------- | -- |  |
| Green Tennis Club, Nagoja, Japonsko říjen 1985 tvrdý (venku) |           |                                                                                |      |          |    |  |
| \| \| \| \| 1. \| 2. \| 3. \| \| \| -- \| \| ------------------------------------------------------------------------------ \| ---- \| --- \| -- \| \| \| 1. \| \| Yayuk Basukiová Neige Diasová \| 3 6 \| 1 6 \| \| \| \| 2. \| \| Suzanna Anggarkusumová Patricia Medradová \| 3 6 \| 4 6 \| \| \| \| 3. \| \| Yayuk Basukiová / Lukky Tedjamuktiová Cláudia Faillaceová / Cláudia Monteirová \| 64 7 \| 3 6 \| \| \| \| \| \| \| \| \| \| \| \| \| \| \| \| \| \| \| \| \| \| \| \| \| \| \| \| \| \| \| \| \| \| \| \| \| \| \| \| \| \| \| |           |                                                                                |      |          |    |  |
| |           |                                                                                | 1.   | 2.       | 3. |  |
| 1. |           | Yayuk Basukiová Neige Diasová                                                  | 3 6  | 1 6      |    |  |
| 2. |           | Suzanna Anggarkusumová Patricia Medradová                                      | 3 6  | 4 6      |    |  |
| 3. |           | Yayuk Basukiová / Lukky Tedjamuktiová Cláudia Faillaceová / Cláudia Monteirová | 64 7 | 3 6      |    |  |
| |           |                                                                                |      |          |    |  |
| |           |                                                                                |      |          |    |  |
| |           |                                                                                |      |          |    |  |
| |           |                                                                                |      |          |    |  |
| |           |                                                                                |      |          |    |  |

#### Belgie vs. Thajsko
| | Belgie | 3 :                                                                                        | 0   | Thajsko |     |  |
| --- | ------ | ------------------------------------------------------------------------------------------ | --- | ------- | --- |  |
| Green Tennis Club, Nagoja, Japonsko říjen 1985 tvrdý (venku) |        |                                                                                            |     |         |     |  |
| \| \| \| \| 1. \| 2. \| 3. \| \| \| -- \| \| ------------------------------------------------------------------------------------------ \| --- \| --- \| --- \| \| \| 1. \| \| Ann Devriesová Chalada Wattanová \| 6 4 \| 6 1 \| \| \| \| 2. \| \| Sandra Wassermanová Voralak Wichienchai \| 6 1 \| 6 2 \| \| \| \| 3. \| \| Ilse de Ruysscherová / Kathleen Schuurmansová Ponamporn Samawanthanová / Chalada Wattanová \| 2 6 \| 6 3 \| 6 3 \| \| \| \| \| \| \| \| \| \| \| \| \| \| \| \| \| \| \| \| \| \| \| \| \| \| \| \| \| \| \| \| \| \| \| \| \| \| \| \| \| \| |        |                                                                                            |     |         |     |  |
| |        |                                                                                            | 1.  | 2.      | 3.  |  |
| 1. |        | Ann Devriesová Chalada Wattanová                                                           | 6 4 | 6 1     |     |  |
| 2. |        | Sandra Wassermanová Voralak Wichienchai                                                    | 6 1 | 6 2     |     |  |
| 3. |        | Ilse de Ruysscherová / Kathleen Schuurmansová Ponamporn Samawanthanová / Chalada Wattanová | 2 6 | 6 3     | 6 3 |  |
| |        |                                                                                            |     |         |     |  |
| |        |                                                                                            |     |         |     |  |
| |        |                                                                                            |     |         |     |  |
| |        |                                                                                            |     |         |     |  |
| |        |                                                                                            |     |         |     |  |

### Druhé kolo turnaje útěchy

#### Francie vs. Uruguay
| | Francie | 3 :                                                                                  | 0   | Uruguay |    |  |
| --- | ------- | ------------------------------------------------------------------------------------ | --- | ------- | -- |  |
| Green Tennis Club, Nagoja, Japonsko říjen 1985 tvrdý (venku) |         |                                                                                      |     |         |    |  |
| \| \| \| \| 1. \| 2. \| 3. \| \| \| -- \| \| ------------------------------------------------------------------------------------ \| --- \| --- \| -- \| \| \| 1. \| \| Emmanuelle Derlyová Claudia van der Wecková \| 6 2 \| 6 2 \| \| \| \| 2. \| \| Isabelle Demongeotová Mariela Clavijová \| 6 2 \| 6 1 \| \| \| \| 3. \| \| Isabelle Demongeotová / Nathalie Tauziatová Mariela Clavijová / Liliana Rodríguezová \| 6 1 \| 6 0 \| \| \| \| \| \| \| \| \| \| \| \| \| \| \| \| \| \| \| \| \| \| \| \| \| \| \| \| \| \| \| \| \| \| \| \| \| \| \| \| \| \| \| |         |                                                                                      |     |         |    |  |
| |         |                                                                                      | 1.  | 2.      | 3. |  |
| 1. |         | Emmanuelle Derlyová Claudia van der Wecková                                          | 6 2 | 6 2     |    |  |
| 2. |         | Isabelle Demongeotová Mariela Clavijová                                              | 6 2 | 6 1     |    |  |
| 3. |         | Isabelle Demongeotová / Nathalie Tauziatová Mariela Clavijová / Liliana Rodríguezová | 6 1 | 6 0     |    |  |
| |         |                                                                                      |     |         |    |  |
| |         |                                                                                      |     |         |    |  |
| |         |                                                                                      |     |         |    |  |
| |         |                                                                                      |     |         |    |  |
| |         |                                                                                      |     |         |    |  |

#### Tchaj-wan vs. Sovětský svaz
| | Tchaj-wan | 0 :                                                                   | 3   | Sovětský svaz |    |  |
| --- | --------- | --------------------------------------------------------------------- | --- | ------------- | -- |  |
| Green Tennis Club, Nagoja, Japonsko říjen 1985 tvrdý (venku) |           |                                                                       |     |               |    |  |
| \| \| \| \| 1. \| 2. \| 3. \| \| \| -- \| \| --------------------------------------------------------------------- \| --- \| --- \| -- \| \| \| 1. \| \| Wen Hsiu-tsuan Natalia Jegorovová \| 1 6 \| 1 6 \| \| \| \| 2. \| \| Lin Fang-ling Larisa Savčenková \| 2 6 \| 3 6 \| \| \| \| 3. \| \| Ho Chiu-mei / Wen Hsiu-tsuan Jelena Jelisejenková / Larisa Savčenková \| 2 6 \| 1 6 \| \| \| \| \| \| \| \| \| \| \| \| \| \| \| \| \| \| \| \| \| \| \| \| \| \| \| \| \| \| \| \| \| \| \| \| \| \| \| \| \| \| \| |           |                                                                       |     |               |    |  |
| |           |                                                                       | 1.  | 2.            | 3. |  |
| 1. |           | Wen Hsiu-tsuan Natalia Jegorovová                                     | 1 6 | 1 6           |    |  |
| 2. |           | Lin Fang-ling Larisa Savčenková                                       | 2 6 | 3 6           |    |  |
| 3. |           | Ho Chiu-mei / Wen Hsiu-tsuan Jelena Jelisejenková / Larisa Savčenková | 2 6 | 1 6           |    |  |
| |           |                                                                       |     |               |    |  |
| |           |                                                                       |     |               |    |  |
| |           |                                                                       |     |               |    |  |
| |           |                                                                       |     |               |    |  |
| |           |                                                                       |     |               |    |  |

#### Západní Německo vs. Řecko
| | Západní Německo | 3 :                                                                                | 0   | Řecko |    |       |
| --- | --------------- | ---------------------------------------------------------------------------------- | --- | ----- | -- | ----- |
| Green Tennis Club, Nagoja, Japonsko říjen 1985 tvrdý (venku) |                 |                                                                                    |     |       |    |       |
| \| \| \| \| 1. \| 2. \| 3. \| \| \| -- \| \| ---------------------------------------------------------------------------------- \| --- \| --- \| -- \| ----- \| \| 1. \| \| Petra Keppelerová Olga Tsarbopoulouová \| 7 5 \| 6 1 \| \| \| \| 2. \| \| Myriam Schroppová Angelika Kanellopoulouová \| 6 1 \| \| \| skreč \| \| 3. \| \| Andrea Betznerová / Myriam Schroppová Xenia Anastasiadosová / Olga Tsarbopoulouová \| 6 1 \| 6 3 \| \| \| \| \| \| \| \| \| \| \| \| \| \| \| \| \| \| \| \| \| \| \| \| \| \| \| \| \| \| \| \| \| \| \| \| \| \| \| \| \| \| \| |                 |                                                                                    |     |       |    |       |
| |                 |                                                                                    | 1.  | 2.    | 3. |       |
| 1. |                 | Petra Keppelerová Olga Tsarbopoulouová                                             | 7 5 | 6 1   |    |       |
| 2. |                 | Myriam Schroppová Angelika Kanellopoulouová                                        | 6 1 |       |    | skreč |
| 3. |                 | Andrea Betznerová / Myriam Schroppová Xenia Anastasiadosová / Olga Tsarbopoulouová | 6 1 | 6 3   |    |       |
| |                 |                                                                                    |     |       |    |       |
| |                 |                                                                                    |     |       |    |       |
| |                 |                                                                                    |     |       |    |       |
| |                 |                                                                                    |     |       |    |       |
| |                 |                                                                                    |     |       |    |       |

#### Finsko vs. Hongkong
| | Finsko | 1 :                                                                    | 2    | Hongkong |     |       |
| --- | ------ | ---------------------------------------------------------------------- | ---- | -------- | --- | ----- |
| Green Tennis Club, Nagoja, Japonsko říjen 1985 tvrdý (venku) |        |                                                                        |      |          |     |       |
| \| \| \| \| 1. \| 2. \| 3. \| \| \| -- \| \| ---------------------------------------------------------------------- \| ---- \| --- \| --- \| ----- \| \| 1. \| \| Anne Happonenová Paulette Morenová \| 3 6 \| 4 6 \| \| \| \| 2. \| \| Anne Aallonenová Patricia Hyová \| 1 6 \| 6 4 \| 2 1 \| skreč \| \| 3. \| \| Anne Aallonenová / Anne Happonenová Patricia Hyová / Paulette Morenová \| 62 7 \| 3 6 \| \| \| \| \| \| \| \| \| \| \| \| \| \| \| \| \| \| \| \| \| \| \| \| \| \| \| \| \| \| \| \| \| \| \| \| \| \| \| \| \| \| \| |        |                                                                        |      |          |     |       |
| |        |                                                                        | 1.   | 2.       | 3.  |       |
| 1. |        | Anne Happonenová Paulette Morenová                                     | 3 6  | 4 6      |     |       |
| 2. |        | Anne Aallonenová Patricia Hyová                                        | 1 6  | 6 4      | 2 1 | skreč |
| 3. |        | Anne Aallonenová / Anne Happonenová Patricia Hyová / Paulette Morenová | 62 7 | 3 6      |     |       |
| |        |                                                                        |      |          |     |       |
| |        |                                                                        |      |          |     |       |
| |        |                                                                        |      |          |     |       |
| |        |                                                                        |      |          |     |       |
| |        |                                                                        |      |          |     |       |

#### Nizozemsko vs. Irsko
| | Nizozemsko | 2 :                                                                                | 1   | Irsko |     |  |
| --- | ---------- | ---------------------------------------------------------------------------------- | --- | ----- | --- |  |
| Green Tennis Club, Nagoja, Japonsko říjen 1985 tvrdý (venku) |            |                                                                                    |     |       |     |  |
| \| \| \| \| 1. \| 2. \| 3. \| \| \| -- \| \| ---------------------------------------------------------------------------------- \| --- \| --- \| --- \| \| \| 1. \| \| Marianne Van Der Torreová Jennifer Thorntonová \| 6 1 \| 6 0 \| \| \| \| 2. \| \| Marcella Meskerová Siobhán Nicholsonová \| 6 0 \| 6 0 \| \| \| \| 3. \| \| Marielle Rooimansová / Nanette Schutte Siobhán Nicholsonová / Jennifer Thorntonová \| 2 6 \| 6 0 \| 5 7 \| \| \| \| \| \| \| \| \| \| \| \| \| \| \| \| \| \| \| \| \| \| \| \| \| \| \| \| \| \| \| \| \| \| \| \| \| \| \| \| \| \| |            |                                                                                    |     |       |     |  |
| |            |                                                                                    | 1.  | 2.    | 3.  |  |
| 1. |            | Marianne Van Der Torreová Jennifer Thorntonová                                     | 6 1 | 6 0   |     |  |
| 2. |            | Marcella Meskerová Siobhán Nicholsonová                                            | 6 0 | 6 0   |     |  |
| 3. |            | Marielle Rooimansová / Nanette Schutte Siobhán Nicholsonová / Jennifer Thorntonová | 2 6 | 6 0   | 5 7 |  |
| |            |                                                                                    |     |       |     |  |
| |            |                                                                                    |     |       |     |  |
| |            |                                                                                    |     |       |     |  |
| |            |                                                                                    |     |       |     |  |
| |            |                                                                                    |     |       |     |  |

#### Brazílie vs. Peru
| | Brazílie | 2 :                                                                         | 1   | Peru |    |  |
| --- | -------- | --------------------------------------------------------------------------- | --- | ---- | -- |  |
| Green Tennis Club, Nagoja, Japonsko říjen 1985 tvrdý (venku) |          |                                                                             |     |      |    |  |
| \| \| \| \| 1. \| 2. \| 3. \| \| \| -- \| \| --------------------------------------------------------------------------- \| --- \| ---- \| -- \| \| \| 1. \| \| Neige Diasová Pilar Vásquezová \| 2 6 \| 6 78 \| \| \| \| 2. \| \| Patricia Medradová Laura Gildemeisterová \| 6 2 \| 7 5 \| \| \| \| 3. \| \| Neige Diasová / Patricia Medradová Laura Gildemeisterová / Pilar Vásquezová \| 6 3 \| 6 4 \| \| \| \| \| \| \| \| \| \| \| \| \| \| \| \| \| \| \| \| \| \| \| \| \| \| \| \| \| \| \| \| \| \| \| \| \| \| \| \| \| \| \| |          |                                                                             |     |      |    |  |
| |          |                                                                             | 1.  | 2.   | 3. |  |
| 1. |          | Neige Diasová Pilar Vásquezová                                              | 2 6 | 6 78 |    |  |
| 2. |          | Patricia Medradová Laura Gildemeisterová                                    | 6 2 | 7 5  |    |  |
| 3. |          | Neige Diasová / Patricia Medradová Laura Gildemeisterová / Pilar Vásquezová | 6 3 | 6 4  |    |  |
| |          |                                                                             |     |      |    |  |
| |          |                                                                             |     |      |    |  |
| |          |                                                                             |     |      |    |  |
| |          |                                                                             |     |      |    |  |
| |          |                                                                             |     |      |    |  |

#### Belgie vs. Filipíny
| | Belgie | 1 :                                                                           | 2   | Filipíny |     |  |
| --- | ------ | ----------------------------------------------------------------------------- | --- | -------- | --- |  |
| Green Tennis Club, Nagoja, Japonsko říjen 1985 tvrdý (venku) |        |                                                                               |     |          |     |  |
| \| \| \| \| 1. \| 2. \| 3. \| \| \| -- \| \| ----------------------------------------------------------------------------- \| --- \| --- \| --- \| \| \| 1. \| \| Kathleen Schuurmansová Jennifer Saberonová \| 3 6 \| 3 6 \| \| \| \| 2. \| \| Ilse de Ruysscherová Dyan Castillejová \| 6 4 \| 3 6 \| 9 7 \| \| \| 3. \| \| Ilse de Ruysscherová / Ann Devriesová Dyan Castillejová / Jennifer Saberonová \| 2 6 \| 4 6 \| \| \| \| \| \| \| \| \| \| \| \| \| \| \| \| \| \| \| \| \| \| \| \| \| \| \| \| \| \| \| \| \| \| \| \| \| \| \| \| \| \| \| |        |                                                                               |     |          |     |  |
| |        |                                                                               | 1.  | 2.       | 3.  |  |
| 1. |        | Kathleen Schuurmansová Jennifer Saberonová                                    | 3 6 | 3 6      |     |  |
| 2. |        | Ilse de Ruysscherová Dyan Castillejová                                        | 6 4 | 3 6      | 9 7 |  |
| 3. |        | Ilse de Ruysscherová / Ann Devriesová Dyan Castillejová / Jennifer Saberonová | 2 6 | 4 6      |     |  |
| |        |                                                                               |     |          |     |  |
| |        |                                                                               |     |          |     |  |
| |        |                                                                               |     |          |     |  |
| |        |                                                                               |     |          |     |  |
| |        |                                                                               |     |          |     |  |

#### Jižní Korea vs. Švédsko
| | Jižní Korea | 2 :                                                                  | 1     | Švédsko |    |  |
| --- | ----------- | -------------------------------------------------------------------- | ----- | ------- | -- |  |
| Green Tennis Club, Nagoja, Japonsko říjen 1985 tvrdý (venku) |             |                                                                      |       |         |    |  |
| \| \| \| \| 1. \| 2. \| 3. \| \| \| -- \| \| -------------------------------------------------------------------- \| ----- \| ---- \| -- \| \| \| 1. \| \| Kim Soo-ok Maria Lindströmová \| 6 2 \| 7 62 \| \| \| \| 2. \| \| Lee Jeong-soon Catarina Lindqvistová \| 3 6 \| 2 6 \| \| \| \| 3. \| \| Choi Jeong-ok / Kim Soo-ok Carina Karlssonová / Karolina Karlssonová \| 79 67 \| 6 1 \| \| \| \| \| \| \| \| \| \| \| \| \| \| \| \| \| \| \| \| \| \| \| \| \| \| \| \| \| \| \| \| \| \| \| \| \| \| \| \| \| \| \| |             |                                                                      |       |         |    |  |
| |             |                                                                      | 1.    | 2.      | 3. |  |
| 1. |             | Kim Soo-ok Maria Lindströmová                                        | 6 2   | 7 62    |    |  |
| 2. |             | Lee Jeong-soon Catarina Lindqvistová                                 | 3 6   | 2 6     |    |  |
| 3. |             | Choi Jeong-ok / Kim Soo-ok Carina Karlssonová / Karolina Karlssonová | 79 67 | 6 1     |    |  |
| |             |                                                                      |       |         |    |  |
| |             |                                                                      |       |         |    |  |
| |             |                                                                      |       |         |    |  |
| |             |                                                                      |       |         |    |  |
| |             |                                                                      |       |         |    |  |

### Čtvrtfinále turnaje útěchy

#### Francie vs. Sovětský svaz
| | Francie | 1 :                                                                             | 2   | Sovětský svaz |     |  |
| --- | ------- | ------------------------------------------------------------------------------- | --- | ------------- | --- |  |
| Green Tennis Club, Nagoja, Japonsko říjen 1985 tvrdý (venku) |         |                                                                                 |     |               |     |  |
| \| \| \| \| 1. \| 2. \| 3. \| \| \| -- \| \| ------------------------------------------------------------------------------- \| --- \| --- \| --- \| \| \| 1. \| \| Nathalie Tauziatová Natalia Jegorovová \| 5 7 \| 6 4 \| 6 4 \| \| \| 2. \| \| Isabelle Demongeotová Larisa Savčenková \| 5 7 \| 2 6 \| \| \| \| 3. \| \| Isabelle Demongeotová / Nathalie Tauziat Světlana Černěvová / Larisa Savčenková \| 3 6 \| 1 6 \| \| \| \| \| \| \| \| \| \| \| \| \| \| \| \| \| \| \| \| \| \| \| \| \| \| \| \| \| \| \| \| \| \| \| \| \| \| \| \| \| \| \| |         |                                                                                 |     |               |     |  |
| |         |                                                                                 | 1.  | 2.            | 3.  |  |
| 1. |         | Nathalie Tauziatová Natalia Jegorovová                                          | 5 7 | 6 4           | 6 4 |  |
| 2. |         | Isabelle Demongeotová Larisa Savčenková                                         | 5 7 | 2 6           |     |  |
| 3. |         | Isabelle Demongeotová / Nathalie Tauziat Světlana Černěvová / Larisa Savčenková | 3 6 | 1 6           |     |  |
| |         |                                                                                 |     |               |     |  |
| |         |                                                                                 |     |               |     |  |
| |         |                                                                                 |     |               |     |  |
| |         |                                                                                 |     |               |     |  |
| |         |                                                                                 |     |               |     |  |

#### Západní Německo vs. Hongkong
| | Západní Německo | 2 :                                                                      | 1    | Hongkong |     |  |
| --- | --------------- | ------------------------------------------------------------------------ | ---- | -------- | --- |  |
| Green Tennis Club, Nagoja, Japonsko říjen 1985 tvrdý (venku) |                 |                                                                          |      |          |     |  |
| \| \| \| \| 1. \| 2. \| 3. \| \| \| -- \| \| ------------------------------------------------------------------------ \| ---- \| --- \| --- \| \| \| 1. \| \| Petra Keppelerová Paulette Morenová \| 7 65 \| 6 1 \| \| \| \| 2. \| \| Myriam Schroppová Patricia Hyová \| 6 2 \| 6 3 \| \| \| \| 3. \| \| Andrea Betznerová / Myriam Schroppová Patricia Hyová / Paulette Morenová \| 6 1 \| 2 6 \| 3 6 \| \| \| \| \| \| \| \| \| \| \| \| \| \| \| \| \| \| \| \| \| \| \| \| \| \| \| \| \| \| \| \| \| \| \| \| \| \| \| \| \| \| |                 |                                                                          |      |          |     |  |
| |                 |                                                                          | 1.   | 2.       | 3.  |  |
| 1. |                 | Petra Keppelerová Paulette Morenová                                      | 7 65 | 6 1      |     |  |
| 2. |                 | Myriam Schroppová Patricia Hyová                                         | 6 2  | 6 3      |     |  |
| 3. |                 | Andrea Betznerová / Myriam Schroppová Patricia Hyová / Paulette Morenová | 6 1  | 2 6      | 3 6 |  |
| |                 |                                                                          |      |          |     |  |
| |                 |                                                                          |      |          |     |  |
| |                 |                                                                          |      |          |     |  |
| |                 |                                                                          |      |          |     |  |
| |                 |                                                                          |      |          |     |  |

#### Nizozemsko vs. Brazílie
| | Nizozemsko | 1 :                                                                                  | 2   | Brazílie |     |  |
| --- | ---------- | ------------------------------------------------------------------------------------ | --- | -------- | --- |  |
| Green Tennis Club, Nagoja, Japonsko říjen 1985 tvrdý (venku) |            |                                                                                      |     |          |     |  |
| \| \| \| \| 1. \| 2. \| 3. \| \| \| -- \| \| ------------------------------------------------------------------------------------ \| --- \| --- \| --- \| \| \| 1. \| \| Marianne Van Der Torreová Neige Diasová \| 6 2 \| 2 6 \| 3 6 \| \| \| 2. \| \| Marcella Meskerová Patricia Medradová \| 2 6 \| 3 6 \| \| \| \| 3. \| \| Marielle Rooimansová / Marianne Van Der Torreová Neige Diasová / Cláudia Faillaceová \| 6 2 \| 6 3 \| \| \| \| \| \| \| \| \| \| \| \| \| \| \| \| \| \| \| \| \| \| \| \| \| \| \| \| \| \| \| \| \| \| \| \| \| \| \| \| \| \| \| |            |                                                                                      |     |          |     |  |
| |            |                                                                                      | 1.  | 2.       | 3.  |  |
| 1. |            | Marianne Van Der Torreová Neige Diasová                                              | 6 2 | 2 6      | 3 6 |  |
| 2. |            | Marcella Meskerová Patricia Medradová                                                | 2 6 | 3 6      |     |  |
| 3. |            | Marielle Rooimansová / Marianne Van Der Torreová Neige Diasová / Cláudia Faillaceová | 6 2 | 6 3      |     |  |
| |            |                                                                                      |     |          |     |  |
| |            |                                                                                      |     |          |     |  |
| |            |                                                                                      |     |          |     |  |
| |            |                                                                                      |     |          |     |  |
| |            |                                                                                      |     |          |     |  |

#### Filipíny vs. Jižní Korea
| | Filipíny | 0 :                                                                    | 3   | Jižní Korea |    |  |
| --- | -------- | ---------------------------------------------------------------------- | --- | ----------- | -- |  |
| Green Tennis Club, Nagoja, Japonsko říjen 1985 tvrdý (venku) |          |                                                                        |     |             |    |  |
| \| \| \| \| 1. \| 2. \| 3. \| \| \| -- \| \| ---------------------------------------------------------------------- \| --- \| --- \| -- \| \| \| 1. \| \| Jennifer Saberonová Kim Soo-ok \| 0 6 \| 2 6 \| \| \| \| 2. \| \| Dyan Castillejová Lee Jeong-soon \| 3 6 \| 3 6 \| \| \| \| 3. \| \| Dyan Castillejová / Jennifer Saberonová Choi Jeong-ok / Lee Jeong-soon \| 4 6 \| 3 6 \| \| \| \| \| \| \| \| \| \| \| \| \| \| \| \| \| \| \| \| \| \| \| \| \| \| \| \| \| \| \| \| \| \| \| \| \| \| \| \| \| \| \| |          |                                                                        |     |             |    |  |
| |          |                                                                        | 1.  | 2.          | 3. |  |
| 1. |          | Jennifer Saberonová Kim Soo-ok                                         | 0 6 | 2 6         |    |  |
| 2. |          | Dyan Castillejová Lee Jeong-soon                                       | 3 6 | 3 6         |    |  |
| 3. |          | Dyan Castillejová / Jennifer Saberonová Choi Jeong-ok / Lee Jeong-soon | 4 6 | 3 6         |    |  |
| |          |                                                                        |     |             |    |  |
| |          |                                                                        |     |             |    |  |
| |          |                                                                        |     |             |    |  |
| |          |                                                                        |     |             |    |  |
| |          |                                                                        |     |             |    |  |

### Semifinále turnaje útěchy

#### Sovětský svaz vs. Západní Německo
| | Sovětský svaz | 3 :                                                                             | 0    | Západní Německo |    |  |
| --- | ------------- | ------------------------------------------------------------------------------- | ---- | --------------- | -- |  |
| Green Tennis Club, Nagoja, Japonsko říjen 1985 tvrdý (venku) |               |                                                                                 |      |                 |    |  |
| \| \| \| \| 1. \| 2. \| 3. \| \| \| -- \| \| ------------------------------------------------------------------------------- \| ---- \| --- \| -- \| \| \| 1. \| \| Natalia Jegorovová Petra Keppelerová \| 6 4 \| 6 0 \| \| \| \| 2. \| \| Larisa Savčenková Myriam Schroppová \| 6 4 \| 6 4 \| \| \| \| 3. \| \| Světlana Černěvová / Jelena Jelisejenková Andrea Betznerová / Myriam Schroppová \| 7 64 \| 6 3 \| \| \| \| \| \| \| \| \| \| \| \| \| \| \| \| \| \| \| \| \| \| \| \| \| \| \| \| \| \| \| \| \| \| \| \| \| \| \| \| \| \| \| |               |                                                                                 |      |                 |    |  |
| |               |                                                                                 | 1.   | 2.              | 3. |  |
| 1. |               | Natalia Jegorovová Petra Keppelerová                                            | 6 4  | 6 0             |    |  |
| 2. |               | Larisa Savčenková Myriam Schroppová                                             | 6 4  | 6 4             |    |  |
| 3. |               | Světlana Černěvová / Jelena Jelisejenková Andrea Betznerová / Myriam Schroppová | 7 64 | 6 3             |    |  |
| |               |                                                                                 |      |                 |    |  |
| |               |                                                                                 |      |                 |    |  |
| |               |                                                                                 |      |                 |    |  |
| |               |                                                                                 |      |                 |    |  |
| |               |                                                                                 |      |                 |    |  |

#### Brazílie vs. Jižní Korea
| | Brazílie | 0 :                               | 2   | Jižní Korea |    |            |
| --- | -------- | --------------------------------- | --- | ----------- | -- | ---------- |
| Green Tennis Club, Nagoja, Japonsko říjen 1985 tvrdý (venku) |          |                                   |     |             |    |            |
| \| \| \| \| 1. \| 2. \| 3. \| \| \| -- \| \| --------------------------------- \| --- \| --- \| -- \| ---------- \| \| 1. \| \| Neige Diasová Kim Soo-ok \| 3 6 \| 3 6 \| \| \| \| 2. \| \| Patricia Medradová Lee Jeong-soon \| 4 6 \| 1 6 \| \| \| \| 3. \| \| \| \| \| \| nehrálo se \| \| \| \| \| \| \| \| \| \| \| \| \| \| \| \| \| \| \| \| \| \| \| \| \| \| \| \| \| \| \| \| \| \| \| \| \| \| \| \| \| |          |                                   |     |             |    |            |
| |          |                                   | 1.  | 2.          | 3. |            |
| 1. |          | Neige Diasová Kim Soo-ok          | 3 6 | 3 6         |    |            |
| 2. |          | Patricia Medradová Lee Jeong-soon | 4 6 | 1 6         |    |            |
| 3. |          |                                   |     |             |    | nehrálo se |
| |          |                                   |     |             |    |            |
| |          |                                   |     |             |    |            |
| |          |                                   |     |             |    |            |
| |          |                                   |     |             |    |            |
| |          |                                   |     |             |    |            |

### Finále turnaje útěchy

#### Sovětský svaz vs. Jižní Korea
| | Sovětský svaz | 3 :                                                                      | 0   | Jižní Korea |    |  |
| --- | ------------- | ------------------------------------------------------------------------ | --- | ----------- | -- |  |
| Green Tennis Club, Nagoja, Japonsko říjen 1985 tvrdý (venku) |               |                                                                          |     |             |    |  |
| \| \| \| \| 1. \| 2. \| 3. \| \| \| -- \| \| ------------------------------------------------------------------------ \| --- \| --- \| -- \| \| \| 1. \| \| Natalia Jegorovová Kim Soo-ok \| 6 0 \| 7 5 \| \| \| \| 2. \| \| Larisa Savčenková Lee Jeong-soon \| 7 5 \| 6 2 \| \| \| \| 3. \| \| Světlana Černěvová / Jelena Jelisejenková Choi Jeong-ok / Lee Jeong-soon \| 6 2 \| 6 2 \| \| \| \| \| \| \| \| \| \| \| \| \| \| \| \| \| \| \| \| \| \| \| \| \| \| \| \| \| \| \| \| \| \| \| \| \| \| \| \| \| \| \| |               |                                                                          |     |             |    |  |
| |               |                                                                          | 1.  | 2.          | 3. |  |
| 1. |               | Natalia Jegorovová Kim Soo-ok                                            | 6 0 | 7 5         |    |  |
| 2. |               | Larisa Savčenková Lee Jeong-soon                                         | 7 5 | 6 2         |    |  |
| 3. |               | Světlana Černěvová / Jelena Jelisejenková Choi Jeong-ok / Lee Jeong-soon | 6 2 | 6 2         |    |  |
| |               |                                                                          |     |             |    |  |
| |               |                                                                          |     |             |    |  |
| |               |                                                                          |     |             |    |  |
| |               |                                                                          |     |             |    |  |
| |               |                                                                          |     |             |    |  |